# 妙应寺
妙应寺，俗称白塔寺，位于中国北京市西城区阜成门内大街171号，是一座藏传佛教格鲁派寺院，现作为博物馆对外开放。该寺始建于元朝，初名“大圣寿万安寺”，寺内建于元朝的白塔是中国境内现存年代最早、体积最大的藏式佛塔。1961年，“妙应寺白塔”被中华人民共和国国务院公布为第一批全国重点文物保护单位之一。

## 历史

### 辽朝
辽朝时，妙应寺所处地区位于辽南京城的北郊。根据元朝僧人如意祥迈的《圣旨特建释迦舍利灵通之塔碑文》（以下简称《特建碑》）记载，该寺的前身是辽朝的永安寺。永安寺内有座佛塔，题额曰“释迦舍利之塔”，为辽朝寿昌二年（1096年）三月十五日显密圆通法师释道㲀建造。塔内装藏有舍利戒珠20粒、香泥小塔2000个、《无垢净光大陀罗尼经》等五部陀罗尼经以及其他物品。从塔藏可见永安寺及塔属于密教。后来永安寺约毁于元朝灭亡金朝时的战火，仅有塔幸存。:1-13

### 元朝

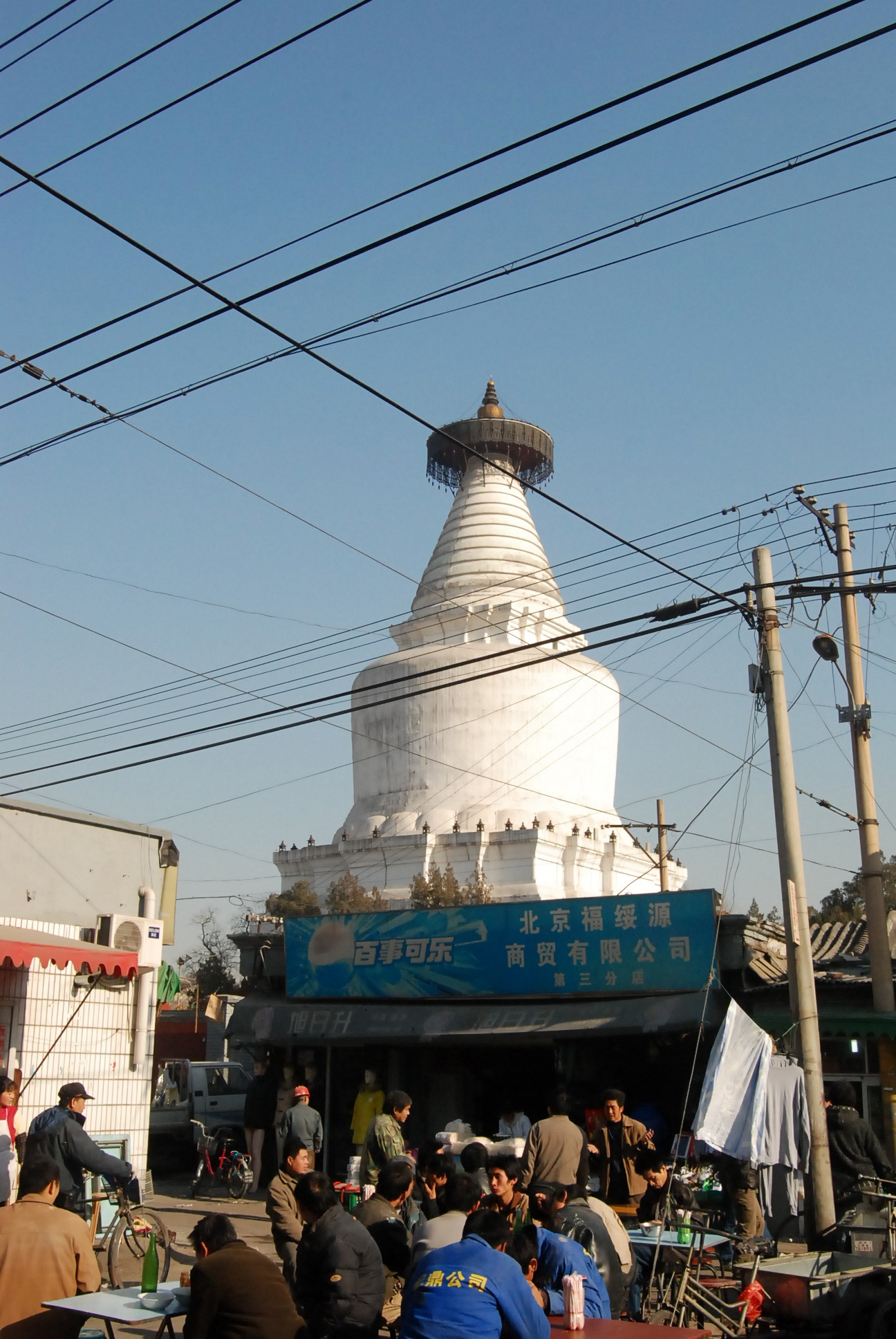
白塔寺西侧宫门口东岔上的商店和市场

自明清时期起，将辽塔和元塔混为一谈，以为现存的白塔建于辽朝。1960年代初，北京大学考古系教授宿白从元朝僧人如意祥迈的《至元辨伪录》中发现了《特建碑》，明确了现存的妙应寺白塔是元朝而非辽朝所建。元朝至元八年（1271年）三月二十五日，元世祖忽必烈敕令开启辽塔，发现塔藏，同时敕令重建新塔。《元史》记载新塔在至元十六年（1279年）建成。:13-61其建造目的是为了迎奉释迦佛舍利白塔是在入仕元朝的尼婆罗（今尼泊尔）匠师阿尼哥主持下设计和建成。:13-61当时阿尼哥刚从西藏来大都，因其为八思巴弟子，并在中统元年（1260年）在西藏建过藏式佛塔，所以获忽必烈重用。白塔建成后，帝师亦怜真亲自为白塔装藏。:13-61《特建碑》记载白塔初建时，上面有许多佛教图像雕饰，如塔座上雕刻的动物，须弥座的众多护法神像，覆钵体上的五方佛标志及“天母所执器物”等，但这些雕刻随着时间推移而风化殆尽。
至元九年（1272年），开始以白塔为中心兴建“大圣寿万安寺”（以下简称“万安寺”），至元二十五年（1288年）完工。该寺因位于元大都城内西部，所以《凉国敏慧公神道碑》又将其称作“西苑”。史书称，“帝制四方，各射一箭，以为界至”。万安寺的四至是根据从白塔处射出的箭的射程决定的，根据推算，一箭之地约为200米（正好符合如今妙应寺山门到白塔的距离，可见现在的山门与元朝山门位置大体相同），所以万安寺的占地面积约16万平方米。:13-61阿哥尼之子阿僧哥等人为万安寺的殿堂设计“塑造大小佛像一百四十尊”。元朝姚遂《牧庵集》卷十一普庆寺碑文记载，大承华普庆寺的殿堂布局仿照大圣寿万安寺，只是规模比万安寺小。元朝赵孟頫的《大普庆寺碑铭》记载了大承华普庆寺的五进建筑的详细格局，可由此推测万安寺的格局。:13-61
至大四年（1311年），元朝朝廷专设“万安规运提点所”，品秩为正五品，负责万安寺的修缮工程。天历三年（1330年），“以万安规运提点所既废，复立万安营缮司”。1978年北京市文物局大修白塔时，在塔刹部位发现了一条至正四年（1344年）修缮白塔的刀刻题记。:13-61

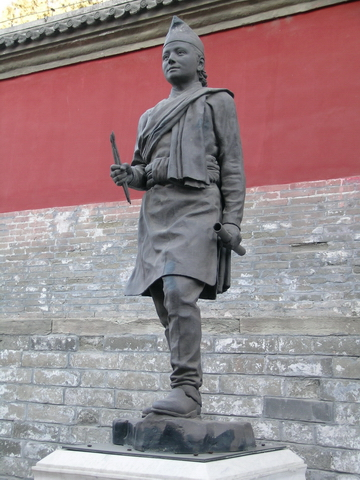
塔院外的阿尼哥像

万安寺是元朝皇家寺院，属于藏传佛教萨迦派。元朝帝后以该寺为祈福之所，常亲自来此礼佛。朝廷也经常在此举行大型佛教活动，如元贞元年（1295年），元成宗铁穆耳在该寺主持“国忌日”活动，饭僧七万多人。:13-61至元二十七年（1290年），朝鲜学僧惠永带领写经僧百人至大都，应邀在大圣寿万安寺讲《仁王经》。从忽必烈时期开始，该寺也是元朝朝廷“百官习仪之所”。并且是译印八思巴文、畏兀儿文佛经之处。:13-61
元朝多位帝后都在万安寺设有御容殿（影堂），“月遣大臣致祭”，御容即帝后的影像。万安寺所设御容殿包括元世祖忽必烈的仁寿殿、元世祖昭睿顺圣皇后的睿寿殿、元世祖南必皇后的懿寿殿、元裕宗的明寿殿，以及元裕宗徽仁裕聖皇后、元仁宗、元英宗的御容殿，御容殿均有各自的名称。:13-61
万安寺第一任住持是释知拣，为汉传佛教华严宗僧人，至元二十二年（1285年）被忽必烈任命为万安寺的住持。至元二十二年（1285年）到二十四年（1287年），知拣参加校勘、编纂《至元法宝勘同总录》。至顺三年（1332年）继任为第二任住持的是知拣的弟子释德严（尊称“严吉祥”）。延祐三年（1316年），德严参与了旃檀佛像源流的讨论，讨论结果由大学士程钜夫撰文刻碑《旃檀瑞像记》。:13-61
元朝至元二十六年（1289年），忽必烈驾幸万安寺，将旃檀佛像供奉于该寺。这尊旃檀佛像约在东晋十六国时期从龟兹传入中国，据说是401年由龟兹僧人鸠摩罗什带来，先后在龟兹、凉州、长安、建康龙兴寺、江都开元寺、汴京皇宫滋福殿、汴京启禅院、燕京圣安寺、燕京万寿山仁智殿、大都万安寺、北京鹫峰寺、北京弘仁寺供奉。1900年庚子事变时，弘仁寺毁于火灾，旃檀佛像下落不明。:13-61
大圣寿万安寺是大都等级最高的佛寺。大都的其他著名寺院还有大宣文弘教寺、大护国仁王寺、大兴教寺、大天寿万宁寺、大崇恩福元寺、大承华普庆寺、大承天护圣寺、大永福寺、大昭孝寺、大天源延圣寺、大乾元寺、大庆寿寺、大觉海寺、大宝集寺、弘教普安寺、义利寺（半藏寺）、兴化寺、石佛寺、崇庆寺、兴福院等等。
元朝至正二十八年（1368年），万安寺遭雷击烧毁，白塔幸存。《元史》卷五十一《五行二》记载，“元至正二十八年八月甲寅，大都大圣寿万安寺灾。是日未时，雷雨中有火自空而下，其殿脊东鳌鱼口火焰出，佛身上亦火起。帝闻之泣下，亟命百官救护，唯东西二影堂神主及宝玩器物得免，余皆焚毁。”:13-61

### 明清

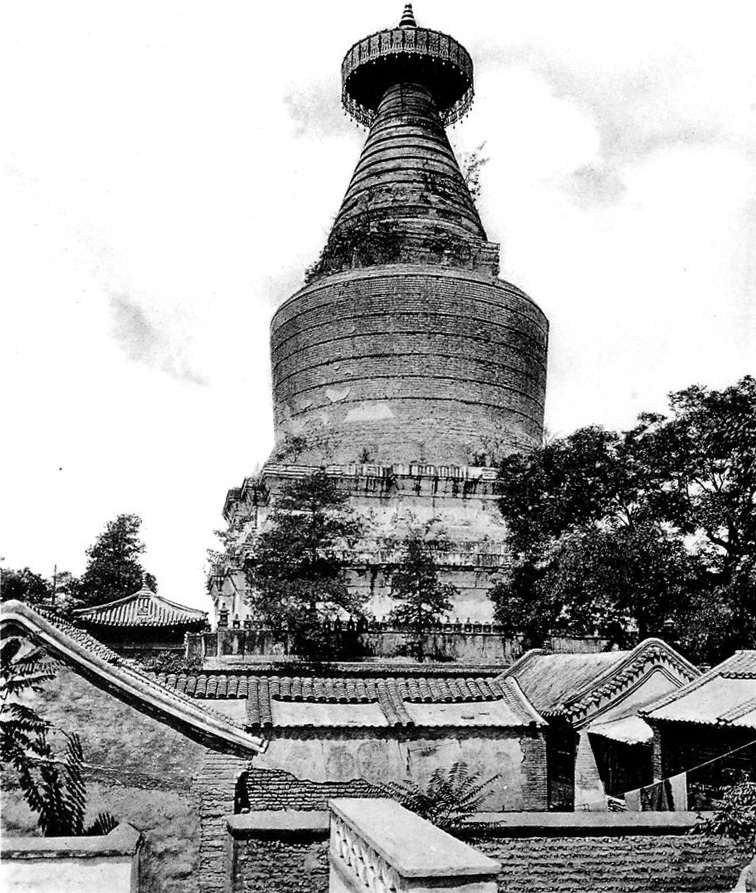
1900年代初的白塔

明朝宣德八年（1433年），明宣宗敕命维修了白塔，并立了一通小石碑，碑文曰“宣德八年重新修造碑”，此碑至今仍存寺中。:61-77:248-249:173天顺元年（1457年），经宛平县人郭福奏请朝廷，由司役监太监廖秀出资，重建寺庙，成化四年（1468年）建成。:61-77建成后ؾ朝廷赐额“妙应寺”，并立有《敕赐妙应寺碑》、《妙应寺助缘檀越芳名碑》、《开山大檀越碑》，三碑均已无存，仅《敕赐妙应寺碑》的碑额尚存寺内，中国国家图书馆有三碑的拓片。妙应寺的面积只有1.3万平方米，大约是万安寺的八分之一，范围也仅为万安寺的中部南侧狭长地带。明朝妙应寺是一座汉传佛教寺院，采用伽蓝七堂的建筑格局。这种建筑格局延续至今。:61-77
明朝成化元年（1482年），明宪宗敕令在白塔周围用砖造灯笼108座，“以奉佛塔”，同时于每月朔望派中贵（太监）奉香烛灯油。成化四年寺院建成后，司役监太监廖秀又出资为该寺购得一些田地。弘治乙丑年（1505年），司役监太监王敬出资修缮该寺。1978年大修时，从七佛宝殿主梁架上发现一则沥粉贴金题记：“大明弘治乙丑年孟冬辛未月吉时前总镇司役监太监王敬盖造。”万历十四年至十五年（1585年-1586年），慈圣皇太后出资修缮白塔天盘寿带。1978年大修时，发现白塔天盘华鬘上铸款：“大明慈圣宣文明肃皇太后李，大明万历辛卯年九月吉日造。”白塔正面覆钵与十三天之间的塔脖子上立有一铜碑：“重建灵通万寿宝塔天盘寿带，大明慈圣宣文明肃皇太后懿旨，万历岁次壬辰季春吉日造。”白塔天盘华鬘下吊挂的36个铜铃中，有30个是明朝万历时佛教信徒施造，皆有铭文。:61-77
清朝康熙二十七年（1668年），康熙帝敕令重修妙应寺及白塔，完工后在殿庭中立有两通御制石碑（均为满文、汉文合璧）。乾隆十八年（1753年），乾隆帝敕令重修妙应寺及白塔，工程持续两三年，乾隆十八年立有《御制重修妙应寺碑文》（满文、汉文合璧）。碑文内称，这次修缮中，乾隆帝特将一套佛教文物装藏在塔刹内，碑文记载：“粤大清乾隆十有八年，岁在癸酉秋七月，重修妙应寺白塔，朕手书般若波罗蜜多心经一卷及藏文尊胜咒并大藏真经全部七百廿四函，以为塔之镇。”1978年大修白塔时发现了这批文物。乾隆四十一年（1776年），乾隆帝敕令修缮妙应寺，重点修缮殿堂，完工后乾隆帝将“御制满、汉、蒙古、西蕃合璧大藏全咒十套，西蕃首楞严经一份，维摩诘所说大乘经全部”赐给寺僧。嘉庆二十一年（1816年），再次修缮白塔。妙应寺经清朝三代修缮，只有意珠心境殿和七佛宝殿中间“工”字形的殿基是明朝的，其余殿堂建筑可能都是清朝更新的。:61-77:114
清朝妙应寺为藏传佛教格鲁派寺院，驻有喇嘛。从清朝起，在妙应寺中还兴起转塔的习俗，以每年农历六月四日（释迦牟尼初传法日）、十月二十五日（传说是白塔落成日）的转塔活动规模最大。清朝转塔多在前一天夜里，到中华民国时期则改为当天白天。喇嘛绕白塔三周，颂经奏乐，众人围在外面观看，摩肩接踵，场面热闹。至今仍有很多善男信女虔诚地绕塔祈福。清朝乾隆五十年（1785年），乾隆帝举办千叟宴，以乾清宫为主会场，妙应寺为分会场。乾隆帝即兴作《妙应寺八韵》，刻成石碑。:61-77

### 清末民国

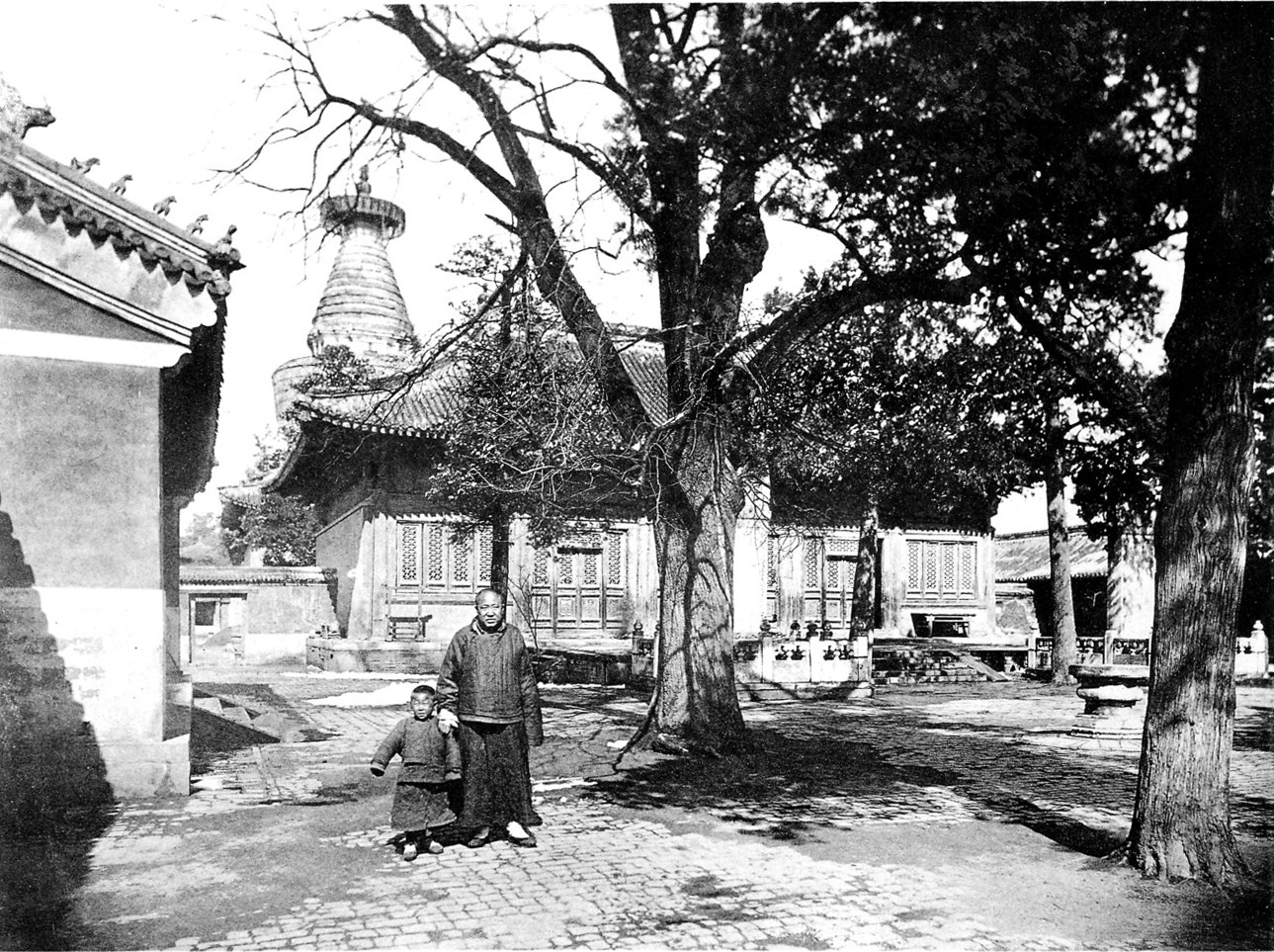
1900年代初的意珠心境殿

光绪二十六年（1900年）庚子事变，八国联军攻占北京，冲进妙应寺将法器、供器等席卷而去，历代宝物和经卷荡然无存。:78-93:811当时该寺住持既望撰写了《妙应寺白塔历略》记载此事。清朝宣统年间，宣统帝、瑜皇贵太妃、瑾皇太妃布施银钱修葺寺庙，并勒碑记录。中华民国时期，1924年蒙古王公及善信居士募集万金修缮寺院。1925年8月，段祺瑞布施大洋一千圆铸铜钟（实为白塔华盖下的风铃）一口。1925年8月，黄参赞印成垿布施大洋五百圆铸铜钟（风铃）一口。1925年农历九月初一日，乐门刘氏率子达明义仁德铸钟（风铃）一口。1925年秋，赏戴花翎头品顶戴镶红旗汉军都统嵩灵重修并铸钟（风铃）一口。1925年10月，信士弟子汤名鼎为亡母敬献风铃一口。1933年，朱庆澜等三人出资为妙应寺铸造法器，现存具六神通殿内的三套五供，供器上刻有朱庆澜等三人的题记，其他有几套现存雍和宫。:78-93
1936年4月15日，由湖北麻城人刘稚兰发起，河北宁河人刘宇民捐资千金，举办了规模盛大的“敬塔功德法会”。参加法会的僧众来自北京雍和宫、妙应寺、嵩祝寺、极乐庵、通明寺、广济寺、法源寺、贤良寺、拈花寺、鹫峰寺、柏林寺、翠峰寺、地藏庵等十多个汉传佛教和藏传佛教寺庙。张翰藻居士将这次法会的盛况记录为《白塔寺千僧斋记》，刊登在佛教杂志《微妙音》上。这次法会的一个内容是纪念乾隆年间三世章嘉写的《京西门白塔因缘志》的重新发现，该书因1900年庚子事变而从妙应寺失落，寺主玉峰“寻之数年而未获”，1936年春才在嵩祝寺发现，“得其版而拓之”，季步翘居士等人礼请菩提海译为汉文。这次法会上“于敬塔斋僧之日，大书而悬塔上。”:78-93
1937年，旧都文物整理委员会募资修缮白塔，这是中华民国时期唯一一次有官方性质的修缮活动。白塔塔基正面西南侧有题记：“中华民国二十六年，旧都文物整理实施事务处重修，於七月经始，十二月竣工。”:78-931978年修缮白塔时，在塔上发现1937年农历十月初三日修塔工人罗德俊写的一篇反映日军侵华暴行的短文手稿，后藏首都博物馆。:161-163
1937年抗日战争全面爆发后，日军占领北平。1962年《白塔寺“四有”调查工作报告》对负责看守寺中殿堂的白云台喇嘛的访问记录：“抗日战争时期，日本帝国主义强盗，不顾我们当时的阻止，将七佛殿内金柱锯断，当作马槽使用。还将白塔寺附近居民使用的惟一一口甜水井填死，使寺院屋舍倒塌，野草丛生。”:78-93
清末至中华民国时期，妙应寺是很正规的藏传佛教格鲁派寺院，僧众来自满蒙地区，坚持早晚功课。1906年，喇嘛印务处奏请将1900年被焚毁的弘仁寺的喇嘛拨移妙应寺居住，但不知此请是否获得了落实。1936年北平寺庙调查登记中，妙应寺常住僧人16人，庙务由同福寺札萨克喇嘛兼管，慈佑寺副达喇嘛也常住妙应寺，帮助办理一切事务。此前妙应寺僧众多学习满文佛经，从1936年以后一律改为藏文佛经。1946年再次调查登记时，寺庙住僧未减，得木奇为章褚钵，有札萨克1人（拉喜丹巴，为同福寺札萨克喇嘛，兼管妙应寺），格斯贵2人（巴丹、双喜，均为慈佑寺格斯贵）。1946年，北平市政府部门将同福寺、慈佑寺裁废，僧众并入妙应寺。:78-93
清末夏仁虎《旧京琐记》说：“京师之市肆有常集者，东大市、西小市是也。有期集者，逢三之土地庙，四、五之白塔寺，七、八之护国寺，九、十之隆福寺，谓之四大庙市，皆以期集。”而中国第二历史档案馆档案则显示，实际上是民国二年（1913年）白塔寺管事喇嘛向蒙藏事务局要求“将该庙招商收租，以资修葺”，获得蒙藏事务局批准每月逢五、六日招商收租。由此形成了白塔寺庙会。白塔寺庙会每月逢农历五、六日（即初五、初六、十五、十六、二十五、二十六日）开办，每月6天庙会，1922年起改成阳历逢5、6日开办。白塔寺庙会举办时，寺内及寺院周边的胡同里都是摊贩、艺人表演等等，有吃有玩，热闹异常。中华人民共和国成立后，土地庙庙会停办，花市改为长期集市，白塔寺庙会改为逢3、4、5、6日开办，每月12天庙会。约在1958年至1961年三年困难时期逐渐停办，此后再未恢复。:78-93

### 共和国

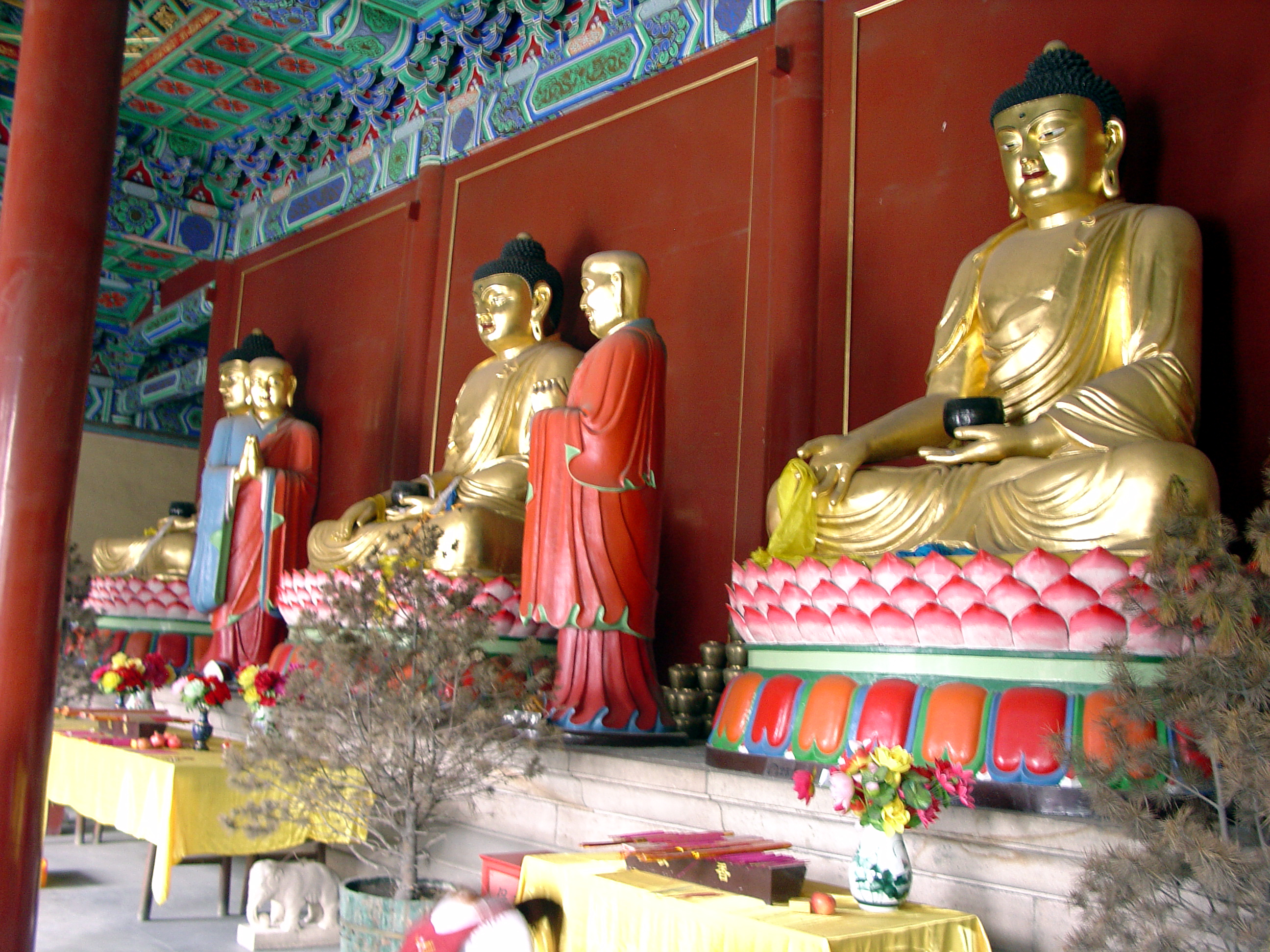
2006年七佛宝殿内的三世佛

由于历史原因，白塔寺东、西配殿及其南北两侧厢房还有塔院东西两侧的耳房，全部为居民占用，寺内只剩四座大殿及白塔，寺院区域和被居民占用的区域间筑有围墙隔开。1949年中华人民共和国成立后，白塔寺东西配殿、厢房等由西城区房管局管理，中轴线上殿堂由北京市民政局民族事务科喇嘛事务管理组管理。:272-281
1953年，白塔寺成为中国佛教协会直属寺院。1961年3月4日，妙应寺白塔被列为第一批全国重点文物保护单位。1962年，国家为白塔装避雷针。1964年国家修理白塔塔身。:93-1001962年2月，北京市文物工作队派调查小组调查白塔寺，撰写《白塔寺“四有”调查工作报告》。:272-281自中华人民共和国成立后，白塔寺成为中尼两国传统友谊的象征，尼泊尔政要及有关人士来北京时多来该寺参观，这一传统延续至今。1961年至1965年，寺内碑刻、佛像有所损毁。:93-1001964年至1965年，北京市民政局将中路殿堂移交中国佛教协会管理。:272-281
1965年5月，在极“左”路线干扰和破坏下，中国佛教协会无力继续管理白塔寺，经办公会议研究决定，将白塔寺移交北京市文化局“保管”。白塔寺从此中止了喇嘛住寺的历史。1965年7月，白塔寺完成移交给北京市文化局文物工作队代管，西城区文教局掌握实际使用权，用作校外儿童活动站。1965年至1966年，白塔寺内佛像经校外儿童活动站上报批准，被拆毁，部分法物移交给雍和宫。文化大革命初期，1966年至1969年，校外儿童活动站停止活动，天王殿、意珠心境殿、七佛宝殿被西城区查抄办公室用作仓库，塔院成为丰盛绝缘材料厂堆放器材的场地。:93-100:272-281

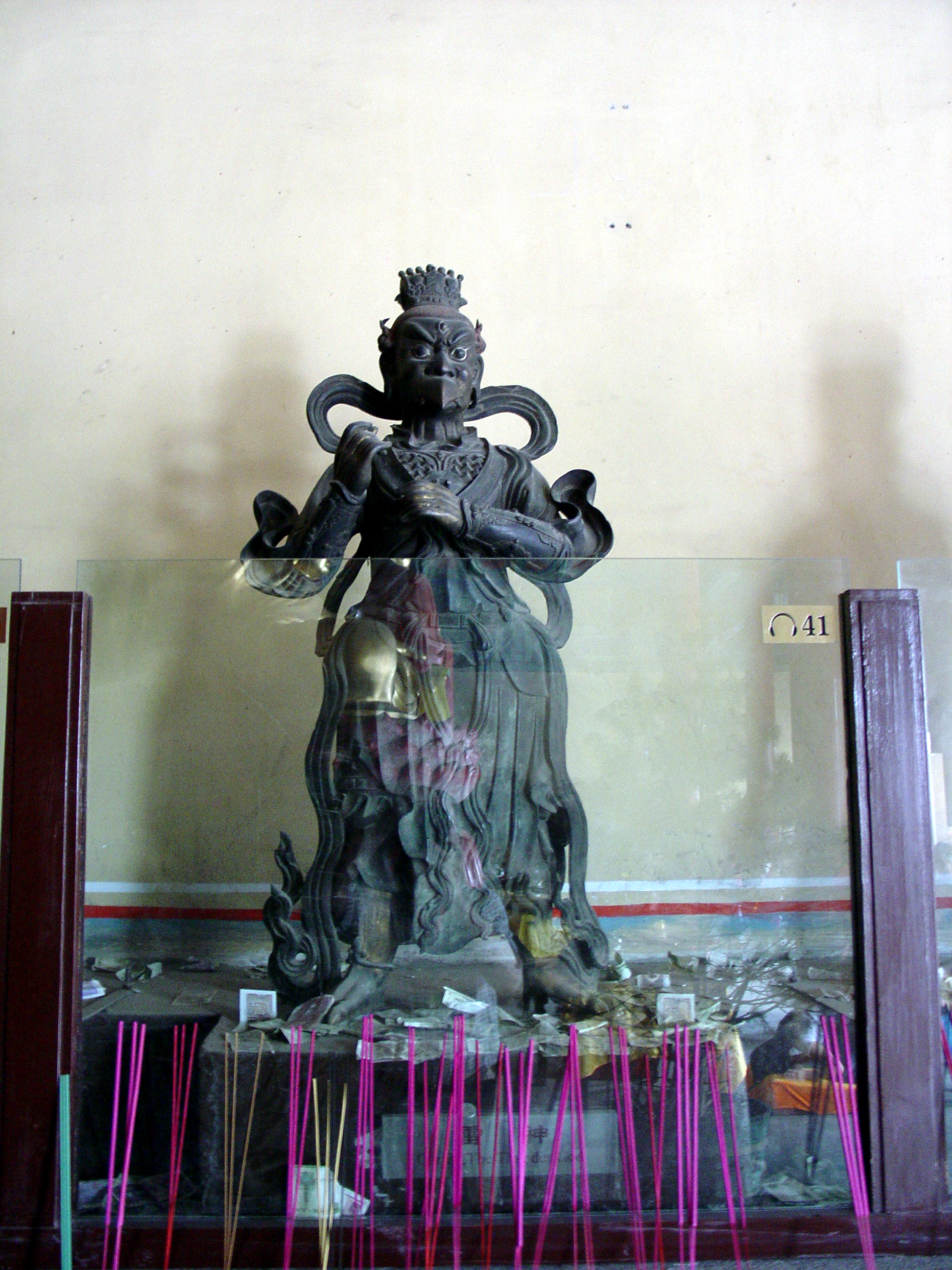
2006年七佛宝殿内二十四诸天像中的雷神

1969年，西城区副食管理处为兴建白塔寺副食商场，拆除了山门及钟鼓楼，从此白塔寺只能从天王殿东北、白塔寺东夹道西侧的一个很小的侧门进入。据说此后文革期间，中华人民共和国国务院总理周恩来陪同尼泊尔客人参观白塔寺时，竟找不到入口。1972年3月28日，周恩来总理在中华人民共和国外交部、国务院宗教事务局的一份请示报告（3月26日韩念龙、刘友法上报，3月27日李先念批示“送总理批示”）上批示：“同意修复广济寺，重修尼泊尔工程师为我建筑的西城白塔寺，不作庙宇，只作古迹看待，专供游览。”1975年，周恩来又提出修白塔寺一事，后因周恩来病重而未能实现。1976年唐山大地震震坏白塔顶部。1978年8月，国家拨专款对白塔寺四座大殿和白塔进行大规模修缮，10月1日打开铜塔刹时发现乾隆塔藏。1980年3月18日，成立了“北京市白塔寺文物保管所”，隶属北京市文物局。1980年9月1日，白塔寺正式对外开放。:272-281:8111987年，白塔寺文物保管所改归首都博物馆直接管理。:93-100:272-2811990年6月1日国际儿童节，举办首届白塔寺六一儿童庙会。:272-281
自1980年对外开放后，白塔寺先后举办了《白塔寺文物展》（意珠心境殿，1980年6月开展）、《密宗百尊佛像展》（七佛宝殿，1982年9月开展）、《北京春节风俗展》、《中国古塔图片展》（1983年开展）、《元大都历史陈列》（1987年11月开展）、《佛教文物展》（1991年4月开展）、《纪念抗日战争60周年白塔寺出土文物特展》（1997年7月7日开展）等展览，白塔寺文物保管所的研究人员也发表和出版了大量学术研究成果。先后接待尼泊尔国王比兰德拉、首相柯伊拉腊等尼泊尔政要参观访问。:93-100:272-281
北京市领导白介夫（1980年7月）、封明为等都曾批示恢复山门。:93-100:272-2811995年，北京市人民政府批准《北京市文物事业发展五年规划》，其中对白塔寺提出了保护要求。1997年，西城区人民政府同北京市文物局合作，“打开山门，亮出白塔”工程启动，拆除了山门及钟鼓楼原址上的白塔寺副食商场，搬迁了占据白塔寺东厢的居民39户。1997年12月2日，举行西城区人民政府向白塔寺“移交白塔寺已腾退建筑和用地的交接仪式”。:93-100:272-2811997年12月8日，复建山门工程动工。12月12日，复建山门工程全面开工。:272-281其间，北京市文物研究所对山门、钟鼓楼遗址进行考古发掘，发现了地下的原山门、钟鼓楼地基及台阶、石刻等遗址，经多次勘测和召开现场论证会，为山门、钟鼓楼的修复工程提供了依据。1998年初，北京市人民政府将白塔寺山门复建工程列为向市民承诺的60件实事之一。中共北京市委副书记李志坚、北京市市长贾庆林亲临山门施工现场指导工作。1998年10月，山门复建完工。:93-100此后，白塔寺复建钟鼓楼、配殿、厢房的工程逐步完工，寺院占地面积恢复到8300平方米。1998年10月25日，白塔寺举行山门复建工程竣工典礼，白塔寺重新对社会开放。1999年2月18日（农历正月初三），白塔寺举行建寺720周年庆典，中国藏语系高级佛学院副院长那仓·向巴昂翁·丹曲成来活佛参加庆典并表示祝贺，同时参观了白塔寺珍藏文物展。:93-100
1998年重新开放后，白塔寺先后举办《白塔寺珍藏文物展》、《藏传万佛造像艺术展》（意珠心境殿，办至2013年）、《白塔寺与元大都展》、《佛典瑰宝展》（天王殿，2000年9月25日开展）等展览，并多次举办讲座。:93-100:272-2812009年举办《阿尼哥画传展》。
2001年11月中旬，北京市文物局投资3000多万元完成了白塔寺西路大觉能仁殿、前殿、转角楼等配殿的133户居民的搬迁工作。同时，北京市人民政府责成2002年完成占据白塔寺西路后半部分的原西城区豆制品厂的搬迁及西路旧貌恢复工作。:93-1002002年6月，西路修缮工程开工。2003年9月底全部竣工。西路修缮工程包括西配殿、西配房、方丈院、大觉能仁殿、转角楼、僧舍房等。开放白塔寺西路被列为北京市人民政府2003年向市民承诺的60件实事中的第25件。2003年9月29日，白塔寺西路修缮竣工暨《白塔寺历史文化展》开幕仪式举行。

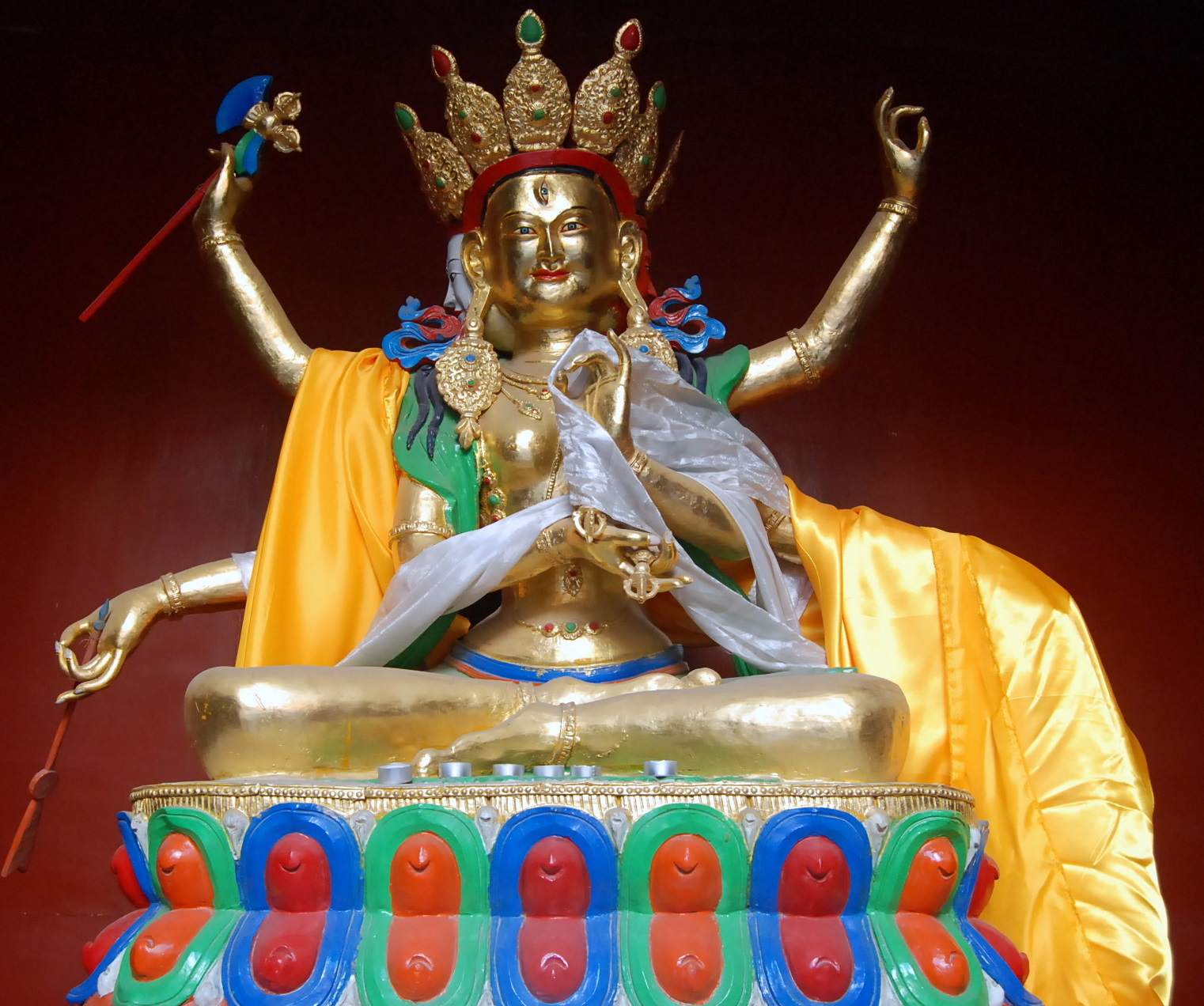
2003年青海文都大寺捐赠给白塔寺的叶衣佛母像，位于七佛宝殿内

2000年代初，白塔寺与青海文都大寺结成友好联系。文都大寺等方面向白塔寺捐赠、捐建了佛教造像，包括天王殿内的布袋和尚、四大天王、韦驮像，七佛宝殿内三世佛背后的叶衣佛母像。2004年起，白塔寺管理处与应福田艺术品交流中心合作，交流中心对外销售纪念品和主办文化活动，白塔寺管理处则解决了文物保护的资金缺口。应福田艺术品交流中心捐建了塔院内四个角亭的藏传佛教护法像。2000年代中期，白塔寺作为非宗教活动场所，还曾违法请来喇嘛住寺，在塔院内四个角亭招徕游客牟利，后被北京市佛教界举报而不得不停止非法宗教活动。2000年代，白塔寺管理处与北京今风古韵餐饮有限公司签订租赁合同，在白塔寺西路开设旅游餐厅“今风古韵·白塔寺公馆”，另外还和北京玉润天河文化传播有限公司签订了经营旅游商品的租赁合同，在白塔寺东厢房出售旅游商品，两个合同期限均为20年。2011年，北京市文物局紧急发文，对博物馆出租场地开展“接待性服务”进行规范。此后不久，今风古韵、玉润天河两家公司的合同均提前解除。
2009年11月8日，“出塔文物展览开幕式暨青海文都大寺银塔捐赠仪式”在意珠心境殿前举行。为纪念白塔建成730周年，北京市白塔寺管理处举办该仪式。展览以白塔出塔文物为主题。同时接收由青海文都大寺噶尔哇·阿旺桑波活佛捐赠的一座银质舍利宝塔和忽必烈、八思巴、亦怜真、阿尼哥四尊木质人物塑像。该银塔由军凯房地产公司董事长王国仙捐资制作，其上镶嵌的宝石由另一位企业家捐赠。
中共十一届三中全会以后，中央确定落实宗教房产政策，但北京市一直拒绝将白塔寺交还中国佛教协会。2005年全国两会期间，中国佛教协会在政协第十届全国委员会第三次会议上提交了“要求将北京白塔寺归还佛教作为活动场所”的提案（即《政协第十届全国委员会第2663号提案》）。北京市文物局收到该提案后，在《答复》意见中引用1972年周恩来对白塔寺“只作古迹看待，专供旅游”的批示作为拒不落实宗教政策、继续占用白塔寺的理由。
2013年二季度，北京市文物局拆除妙应寺西路违法建筑，完成妙应寺西路腾退、移交中国佛教协会的前期准备工作。2013年至2014年，北京市文物局向中国佛教协会移交白塔寺西路房屋86间，移交建筑面积500余平米、占地面积3870平米。中国佛教协会随后对移交房屋加以修整，辟为“中国佛教协会白塔寺办公区”。
2015年12月6日（农历十月二十五日，白塔竣工736周年纪念日），白塔寺在经历2年7个月维修期后首度开放。中华人民共和国成立以来至2010年前后，白塔进行过大小8次修缮。2010年，白塔寺管理处编制了白塔修缮方案，2013年6月开始施工，2015年11月完工，历时2年7个月。这是继1978年修缮之后的又一次大规模修缮。此次重新开放后，白塔寺管理处保留了《白塔寺历史文化展》（意珠心境殿西配殿及其北的西厢房）、《藏传佛教艺术展》（意珠心境殿）等展览，并新举办《元三都城市文化展》（七佛宝殿）、《唐卡臻品艺术展》（意珠心境殿东配殿及其北的东厢房）等展览。
2015年起，西城区城管部门拆除了白塔寺周边15条胡同内的大量违法建筑，以打通白塔寺两边胡同的消防通道，消除安全隐患。

## 建筑

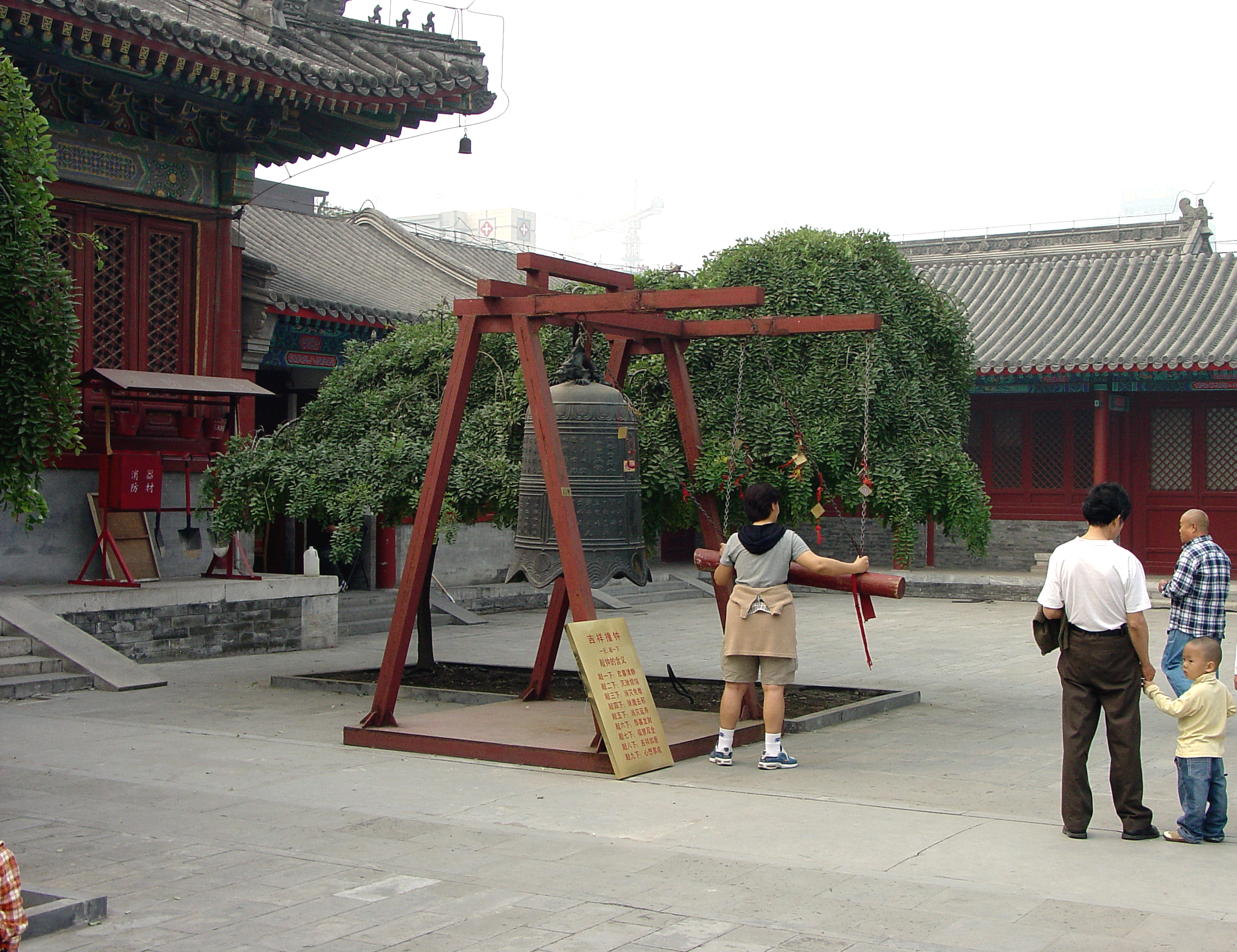
摆放在天王殿（图左）北侧的“白塔寺功德钟”

妙应寺的建筑分为中路、西路，以及寺外以东的藏经殿。
中路建筑为妙应寺的主要建筑。现存的中路建筑格局大体保存了明朝重建时的风貌，在南北中轴线上依次有山门、天王殿、意珠心境殿、七佛宝殿和塔院等。:164-218中路主要建筑分别为：
- 山门：1998年按照原貌重建。面阔三间，辟有三个券门。中间门上有石额题：“敕赐妙应禅林”。东西两旁有八字影壁。[1]:164-218
- 天王殿：为第一进殿。面阔进深均为三间。殿内原来正中供奉布袋和尚，两侧是四大天王，布袋和尚背面是韦驮。殿内佛像及陈设在文革前被捣毁。1998年恢复开放后，设《佛典瑰宝展》，展出乾隆塔藏清朝初刻版大藏经《龙藏》。[1]:164-2182003年恢复殿内布袋和尚、四大天王、韦驮塑像。2015年重新开放后，天王殿暂不开放。
  - 钟楼、鼓楼：1998年按照原貌重建。位于天王殿前院内东西两侧。均为楼阁形式，东侧为钟楼，西侧为鼓楼。[1]:164-2181998年铸“白塔寺功德钟”一口，上有《重铸白塔寺钟铭及诗》，但未挂在钟楼内，而是摆放在寺内，2000年代起长期设在天王殿以北。此外，2000年代青海文都大寺还曾捐赠一口铜钟，最上有大字铭文“青海文都大寺”。

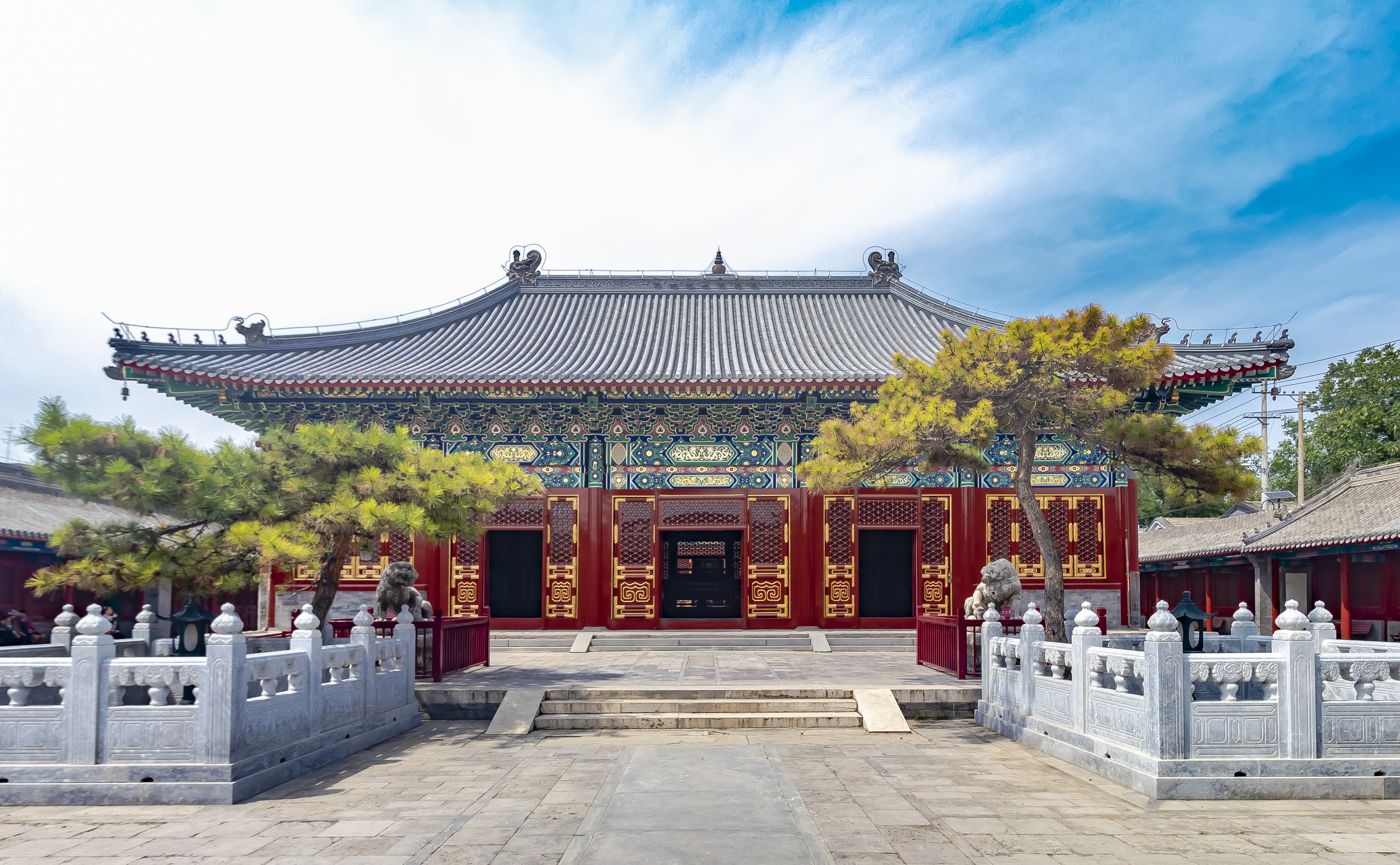
意珠心境殿

- 意珠心境殿：为第二进殿。又称“大觉宝殿”，旧时又称“三世佛殿”。面阔五间，进深四间，殿前有月台。殿门外上方悬挂乾隆帝题写的“意珠心境”金字匾额。殿内原先供奉三世佛，两侧是十八罗汉。殿内佛像及陈设在文革前被捣毁。1998年恢复开放后，设《藏传万佛造像艺术展》，展出首都博物馆所藏铜镀金藏传佛教造像近万尊。[1]:164-2182009年，青海文都大寺捐赠的一座银质舍利宝塔和忽必烈、八思巴、亦怜真、阿尼哥四尊木质人物塑像放在此殿展出。2015年重新开放后，改为《藏传佛教艺术展》，主要仍为原展的铜镀金藏传佛教造像，并将铜铸千手千眼观音菩萨像转移至此展中展出，放置在主佛像的背面。
  - 元代石狮：一对，位于意珠心境殿前月台上东西两侧。1986年夏，从北京市东城区麒麟碑胡同运来。狮身高17.5厘米，长125厘米，宽67厘米。石狮起初残损严重，迁来后进行了修复。这对元代的石狮在清朝震钧《天咫偶闻》卷三有零星记载。[1]:164-218
  - 铜香炉：位于意珠心境殿和天王殿之间，1999年由北京金融街建设开发有限责任公司捐制，欧阳中石题写铭文。
  - 幡杆：一对，位于意珠心境殿和天王殿之间，铜香炉的东西两侧，下有石制杆座。
  - 古树：位于西配殿东南侧。
  - 东配殿：位于意珠心境殿前东侧。南北均接厢房。2000年代初期，在东配殿及其以北的厢房曾短暂举办法器展。后改为纪念品商店。2015年重新开放后初期，曾举办《唐卡臻品艺术展》。
  - 西配殿：位于意珠心境殿前西侧。南北均接厢房。2003年起，在西配殿及其以北的厢房设《白塔寺历史文化展》，展出白塔寺历史及相关文物，包括石刻、碑拓、模型、照片及部分乾隆塔藏文物。2015年重新开放后，继续设《白塔寺历史文化展》，展品增加了原放意珠心境殿的2009年青海文都大寺捐赠的一座银质舍利宝塔和忽必烈、八思巴、亦怜真、阿尼哥四尊木质人物塑像。

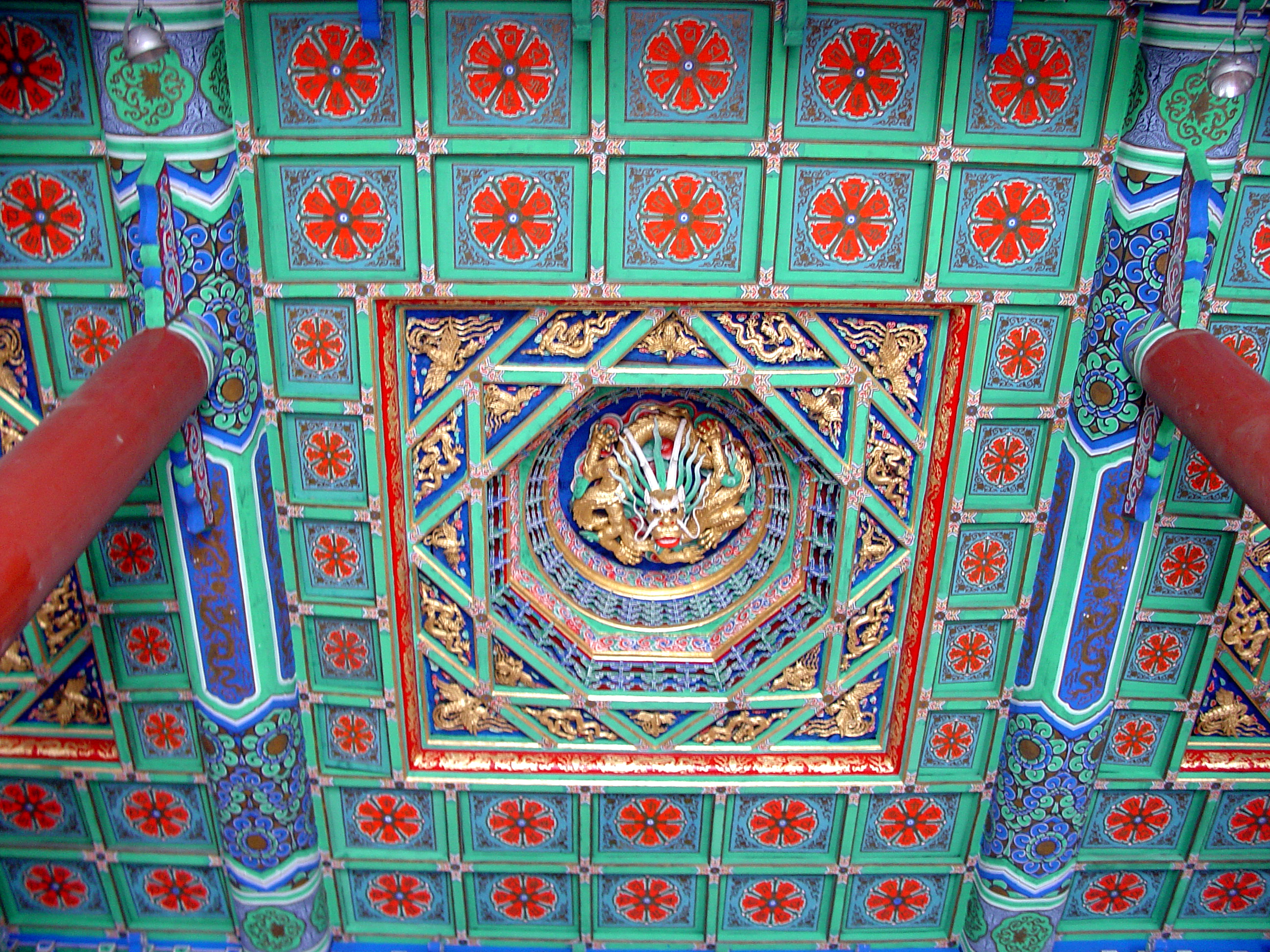
七佛宝殿藻井

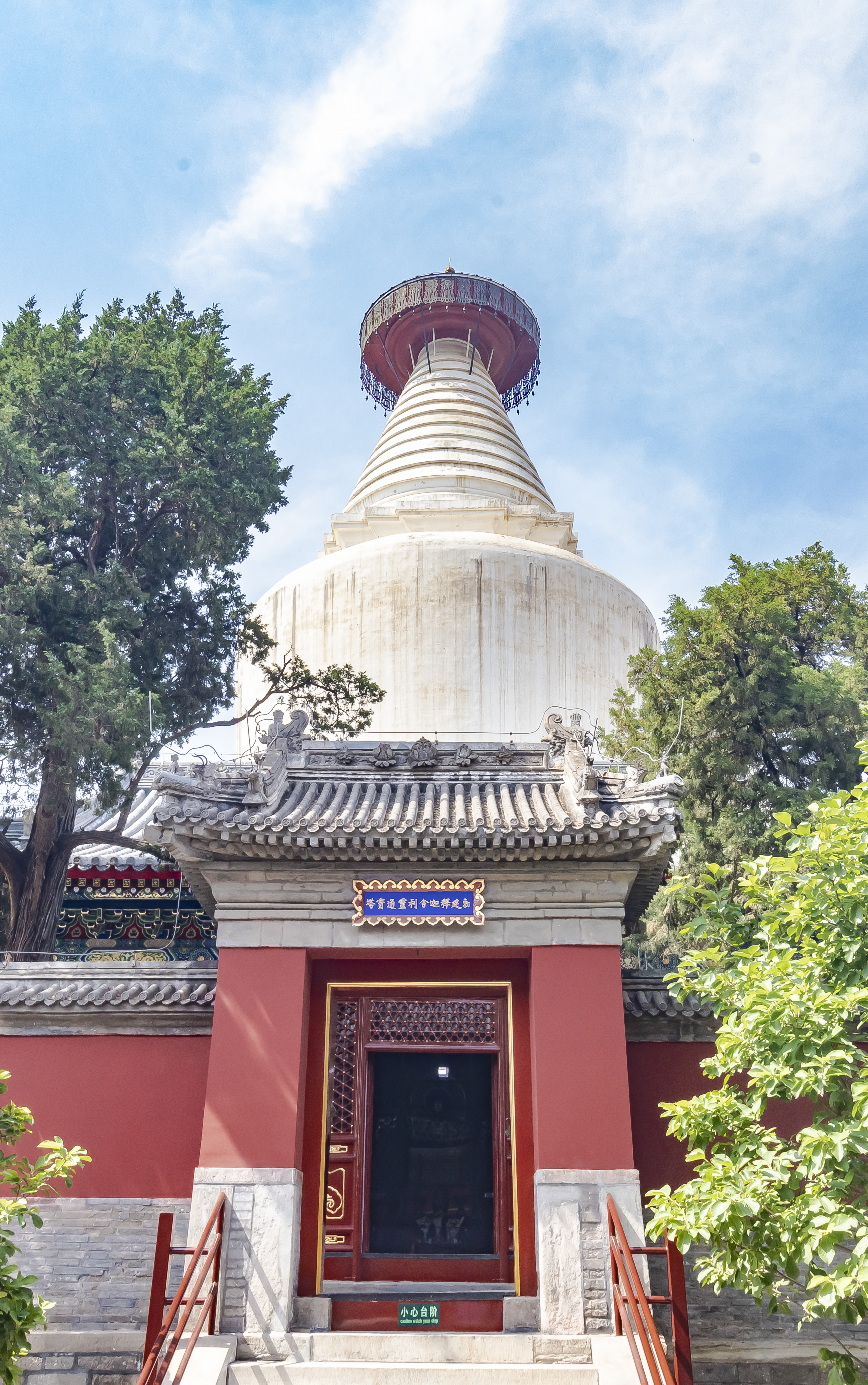
七佛宝殿与白塔

- 七佛宝殿：为第三进殿。面阔五间，进深四间，是最大的殿堂。顶部为三个精美的盘龙藻井。殿内原来供奉过去七佛。殿内佛像及陈设在文革前被捣毁。现正中长方形束腰石须弥座上供奉楠木三世佛（阿弥陀佛、释迦牟尼、药师佛），三佛各高约2米多，均结跏趺坐，释迦牟尼两侧侍立有阿难、迦叶两弟子。这组佛像是1984年开始供奉在此，三世佛的其中之一是从护国寺迁来，其余两佛及两弟子为仿照该佛风格新塑。殿内两侧现供奉明代铜铸二十四诸天中的18尊，1980年开放时原准备新塑十八罗汉像，但中国佛教协会会长赵朴初视察后认为塑像不合佛教规范，故十八罗汉像全部销毁，文物部门乃调来拈花寺内的二十四诸天像中的18尊，供奉在原为十八罗汉设的神位上。东侧自南向北依次为：日宫天子、散脂大将、金刚密迹、紧那罗神、雷神、摩醯首罗天、阎摩罗王、大梵天、鬼子母天；西侧自南向北依次为：摩利支天、坚牢地神、帝释天、大辩才天、菩提树神、大功德天、东岳大帝、娑竭罗龙王、紫微大帝。拈花寺二十四诸天像其余6尊里，四大天王被调到法源寺天王殿供奉，韦驮天神、月宫天子则不知下落（有说调去南京，但消息不可靠）。1980年开放后，三世佛背面供奉的是一尊铜铸千手千眼观音菩萨像，为明代坐像，是从北京市文物工作队（后为北京市文物研究所）所在地北海琉璃阁迁来。2003年此处改供青海文都大寺捐赠的叶衣佛母塑像；铜铸千手千眼观音菩萨像被移到意珠心境殿东配殿，2015年重新开放后又移到意珠心境殿。七佛宝殿内西南角有一口青花大瓷缸。1998年恢复开放后，七佛宝殿还曾存放过大庆寿寺双塔出土的石雕高僧海云像，2005年首都博物馆新馆建成后被转移到新馆。[1]:164-218[1]:272-281
  - 赑屃：位于七佛宝殿和意珠心境殿之间的“工”字月台下东侧，石制，原为石碑底座。现石碑已无，赑屃头已残缺。
  - 石亭：位于七佛宝殿和意珠心境殿之间的“工”字月台正中，2010年代初放置，为汉白玉方形石亭，其内供奉佛像，石亭东西南北各放置一个石香炉。后佛像被撤除。2016年石亭被撤除，四个石香炉被放置在“工”字月台南北两侧。
- 阿尼哥铜像：塔院门外阶梯西侧，有阿尼哥铜像。[27]当时铜像石底座正面有铭牌写有阿尼哥生平，背面有铭牌用中文、英文和尼泊尔文写有：“尼泊尔阿尼哥协会代表尼泊尔人民特立此像以纪念尼泊尔伟大的工艺家—阿尼哥；感谢尼泊尔旅游局、喜马拉雅银行和尼泊尔皇家航空公司对此项活动大力支持。日期：公元2002年5月1日。”2015年重新开放后，铜像石底座改为正面刻中文金字“阿尼哥”及生卒日期，其他三面无文字。
- 东、西耳房：位于塔院南部东西外墙以外的东西两侧，各为一个小院，南有院墙，上开小门。院内有石阶梯通耳房。耳房坐北朝南。1998年恢复开放后，为白塔寺文物保管所办公用房。

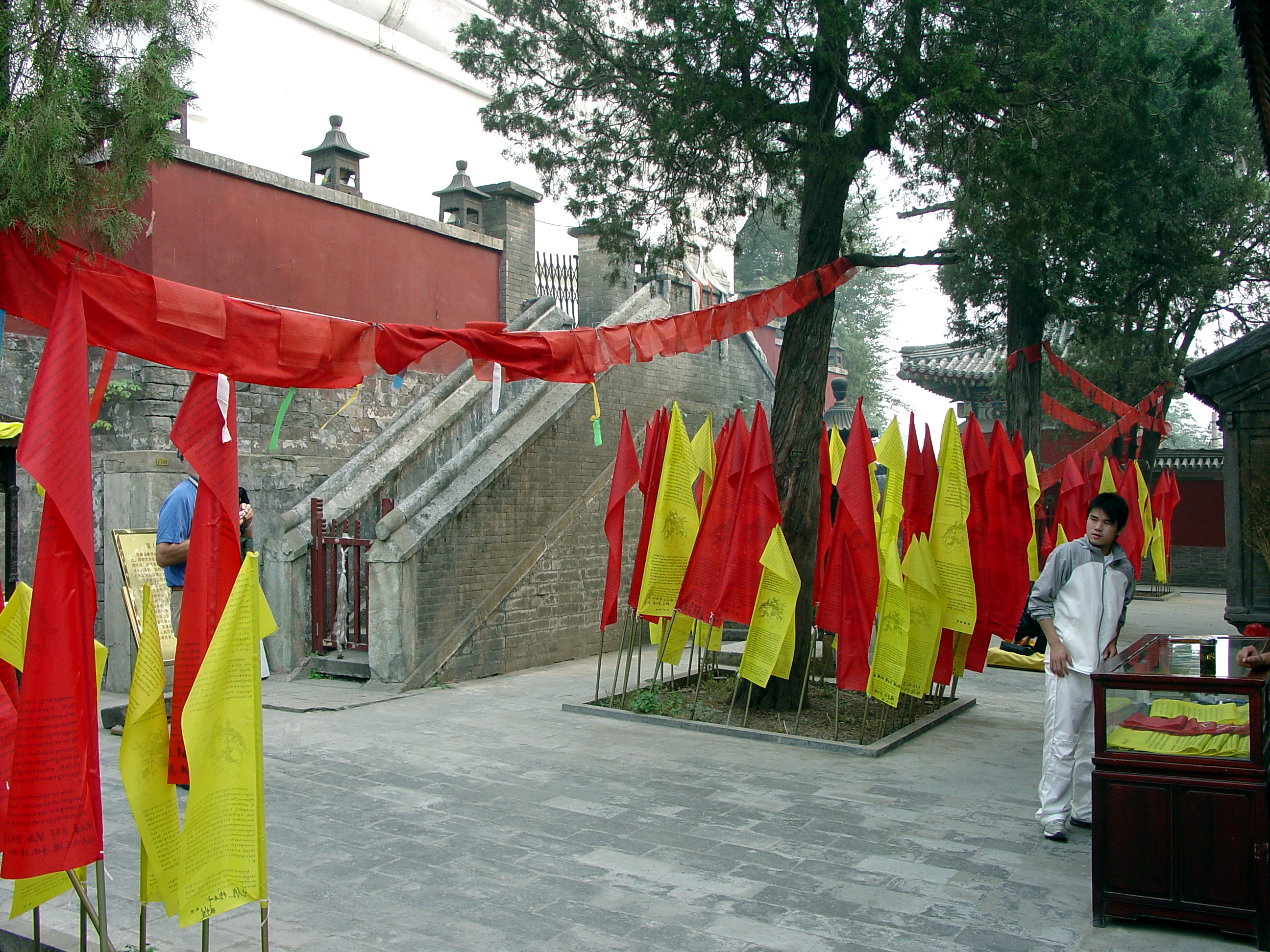
塔院内的白塔南面

- 塔院：位于寺院最北部，高出地面约2米，平面为“凸”字形，南窄北宽，四周围以红墙。南部是具六神通殿，殿北即为白塔。北部中央是白塔，四隅各有一座角亭。
  - 院门：额曰：“勅建釋迦舍利靈通宝塔”。门外有石台阶。
  - 具六神通殿：面阔进深均为三间。殿内陈设保持了清朝原状。殿内正中的释迦牟尼佛龛上方横梁上挂有乾隆帝御笔“具六神通”黑底金字木匾，木匾上中方有篆书印章“乾隆御笔之宝”。殿内中央上方挂有一排17个铜铃。正面供奉木雕鎏金三世佛（迦叶佛、释迦牟尼、弥勒佛），释迦牟尼左右有二弟子，是清代所造，三佛各有佛龛。佛前各有一张供案，案上各摆放一套铜五供，为朱庆澜等三人在民国二十二年（1933年）农历四月五日供奉，铜五供每套中有一件刻铭文，横刻篆书“妙应寺”，竖刻楷书“弟子朱庆澜、陈能仁、翟钟禄谨供。中华癸酉四月朔。”释迦牟尼佛龛东侧有一张清代龙椅。具六神通殿内东、西两壁上，悬挂有八幅清代唐卡，东壁自南向北挂有战神巴丹玛奔、狮面佛母、马头金刚、大威德金刚，西壁自南向北挂有绿度母、十一面千手千眼观音、大白伞盖佛母、无量寿佛。殿内东、西两壁下也各有一张供案，案上各摆放一个木质小佛龛，其内东为无量寿佛，西为金刚萨埵。[1]:164-2182013年重修白塔前，八幅唐卡及东、西小佛龛内佛像，以及殿内中央上方的17个铜铃已被移走，并以八幅唐卡的照片摆放在东、西供案的空佛龛两侧。
  - 燃香处：位于具六神通殿北山墙外，依北山墙而建的灰砖灰瓦建筑，辟三个独立的券洞，内用灰砖砌成台阶式样。2015年重新开放后，三个券洞加装玻璃门，其内台阶上摆放一些小佛像。
  - 角亭：四个，位于白塔东北、西北、东南、西南，每个平面均为正方形。2000年代在其内分别新塑了藏传佛教护法神像。东南亭为喜金刚，西南亭为宝帐怙主，西北亭为咕茹咕咧佛母（大红三尊），东北亭为白财神。
  - 白塔
  - 二鹿听经石雕：位于白塔正南方，白塔塔基东西阶梯交接处的小平台南侧短墙上。
  - 铁香炉：原来位于具六神通和白塔塔基之间正中。2000年代移到七佛宝殿和意珠心境殿之间的“工”字月台正中，后来移到月台南侧并且移除了上部的圆形罩亭，月台正中改放石亭。2015年重新开放后，仍在月台南侧。铁香炉高约2米，下有三足，中为鼓腹炉身，上部是带双耳的炉口。该香炉是明朝御马监太监王琦于正德十六年（1521年）发心铸造，嘉靖元年（1522年）铸成。炉身铭文为：

御马监太监王琦，正德十六年岁次辛巳，因左右各三佛较小，庄严各异，旁为十八罗汉像，殿顶藻井古刹，白塔及观佛殿前。以无香火瞻礼，谨发诚心，许造大铁鼎一座，计重千斤有余。嘉靖元年岁次壬午十二月吉日铸完，施入敕赐妙应寺禅林，永远供养，晨昏祝延寿圣，永保皇图，万方宁谧，天下太平，时合穗稔，吉祥如意者。
- - 香炉：2000年代，上述明代铁香炉被移走后，原址改摆放一只新造的香炉，形制模拟明代铁香炉。之前放在明代铁香炉上部的罩亭改放在此香炉上。
  - 花供：2000年代放置在香炉北侧，紧靠白塔塔基放置。为一个宝瓶形石柱，下有六角石须弥座，上可供花。
  - 石槽：位于塔院内，是过去喂马用的石槽，长条形，外部雕琢精美。

西路建筑分为南北两个院落。南为大觉能仁殿、转角楼所在院落，北为方丈院。2003年修缮竣工。起初设“禅林茶院”。2000年代装修改造为高级餐厅“今风古韵·白塔寺公馆”，各院落都设有池水。2013年移交为中国佛教协会白塔寺办公区。西路主要建筑有：
- 正门：位于西路最南端。从天王殿前院落西北角的一条东西通道可通往此门前。2003年修缮竣工后，正门内东西两侧加建有游廊，通东、西配殿前廊下。
- 大觉能仁殿：为西路南院的第一进殿。面阔三间。
  - 东、西配殿：位于殿前东西两侧。面阔三间。
- 前殿：为西路南院的第二进殿。面阔七间。2003年修缮竣工后，殿前院落东西两侧加建有游廊，南接东、西配殿。
- 转角楼：为西路南院的第三进殿。两层楼房。平面呈“Π”形，中央围成一个小庭院。“今风古韵·白塔寺公馆”时期，曾改造为“右漩阁”。
- 方丈院：位于西路南院以北，塔院的西侧偏南。是一个独立院落，南有院门。“今风古韵·白塔寺公馆”时期，曾改造为“书园”。

妙应寺的藏经殿位于白塔寺东夹道17号，坐北朝南，独门独院，现存院门及东、西配殿，为西城区普查登记文物。

### 白塔
白塔建在塔院北部的正中，正式名称为“释迦舍利灵通宝塔”，因为通体皆白，故俗称白塔。为砖石结构的覆钵式塔，塔院面积（即整个白塔的底座面积）1422平方米，高出地面约2米，塔院北部为正方形，正方形的中心为白塔的塔基。塔基面积810平方米，通高50.9米，由塔基、覆钵、相轮、塔刹四部分组成。:101-130
塔基（须弥座）位于最下部，高9米，分为三层。下层为护墙，上、中两层为须弥座，每层的四面都左右对称内收两个折角。须弥座的束腰部分，两边有立柱，上下有枭枋，衬托出很多小立面。在塔基上层的四周，围有明代添置的一组铁灯龛。塔基上层中央是形体雄浑的巨型莲座，用砖砌雕出的24个凸起的仰莲瓣塑饰而成。莲座上面还有内迭的五道金刚圈，用以承托塔身。:101-130:811:114:248-249:173
塔身为巨大的覆钵，上大下小，最大处直径18.4米，形如宝瓶。7条铁箍将覆钵箍紧。覆钵顶部间砌一层小须弥座，和塔基一样为四面左右对称内收两个折角。小须弥座上为相轮。:101-130:811:114:248-249:173
相轮为下大上小、呈圆锥状的十三道水平轮圈，又称作“十三天”。相轮起到塔座到塔刹之间的过渡作用。在相轮顶置直径9.7米的华盖（又称“天盘”）。华盖呈圆盘状，以厚木为底，上覆铜质筒瓦和铜板，周沿垂挂36片铜质透雕的华鬘，每片宽约1米，长2米，下面各吊挂一风铃。:101-130:811:114:248-249:173
塔刹位于华盖顶部中央，高约5米，重约4吨，共分8层，为空心铜鎏金喇嘛塔形状。塔刹的高度和坡度恰好构成了相轮圆锥体的锥尖，使其与相轮成为一个整体，并且与白色的塔体形成鲜明对比，把窣堵坡这种佛教建筑形式体现到极致。在塔刹上还有一则元代的题刻。:101-130:811:114:248-249:173
随着时间推移，白塔出现了地基下沉、局部变形、建材强度下降、外表皮脱落等现象。中华人民共和国成立前，先后有9次对白塔的较大维修：元至正四年（1344年），明宣德八年（1433年）、天顺元年（1457年）、万历二十年（1592年），清康熙二十七年（1688年）、乾隆十八年（1753年）、嘉庆二十一年（1816年），民国十四年（1925年）、民国二十六年（1937年）。中华人民共和国成立后到2010年前后，白塔进行过大小8次修缮。其中，1964年修理塔身，1978年大修，1988年修缮覆钵与相轮间须弥座东北坍塌部位:272-281，1996年国家文物局拨款整修:250。2010年，白塔出现砖裂掉灰，2011年灰层大面积脱落，其中以西北面最严重，大片抹灰落到院外居民家。2013年5月，白塔大修工程启动，维修人员拆除了白塔表面80%的青砖，补砖近1万块，对塔身进行了加固和粉刷，2015年11月底正式完工。

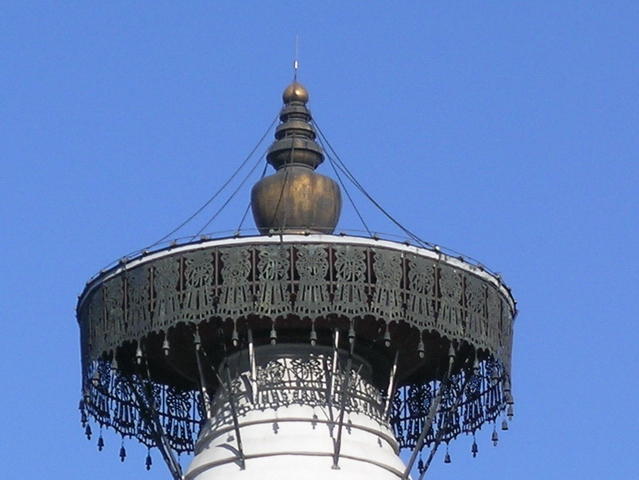
白塔的华盖和塔刹

1980年，从白塔塔基后侧出土一个元代诗文罐。高约25厘米，口径约15厘米，腹径约20厘米。带盖。黄褐色釉下施黑彩纹饰。腹部的诗文装饰为：“游十洲：夹岸苍苔蔽绿苔，红林黄叶画屏开。彩般遥指十洲去，一派韶音天畔来。”罐内有骨灰、金箔和药草等。应为佛教僧人骨灰罐。:131-161
1978年维修白塔时，1978年10月1日打开塔刹，发现塔刹是由木塔柱将铜制构件分段套接而成，塔刹内有乾隆十八年（1753年）修塔时装藏的僧冠、僧服、佛经、佛像等100多件文物，由首都博物館收藏，部分文物此后在寺内展出。:131-161:811:114:250这次发现的主要文物有：
- 清代初刻版大藏经《龙藏》一套：位于塔刹底座内。全部用黄褐色高丽纸包装成函。经文写在开化榜纸上。因雨水渗入塔刹而受损，出塔时存560余函，其中200余函较完整。[1]:131-161
- 楠木描金银佛经函：位于塔刹塔身（即小塔瓶）内。外罩一个錾花镀金铜罩，正面刻莲花图及楷书“大清乾隆癸酉年敬装”。经函长68厘米，宽37厘米，高24.5厘米，除底面外其余五面均用金银粉绘缠枝莲花图。经函内装佛物，最上层为白色哈达，哈达下铺一层褐色藏香，其下是另一条白色哈达，其下为绿色哈达和放在四角的四个錾花镀金银瓶，瓶内有黄檀木念珠等物。绿色哈达下面是一个用绿、黄、金黄、蓝、紫五块金线织锦分五层包着的包袱皮。包袱皮内是经折装乾隆手书《般若波罗蜜多心经》及藏文《尊胜咒》。包袱皮下面依次是黄色、蓝色哈达。经函内一侧壁上有小龛，内有铜镀金小盒，盒身内外刻有藏文《尊胜咒》，盒内有一尊赤金无量寿佛像，无量寿佛全身镶44颗红宝石，手心捧一宝瓶，瓶内有一颗白色宝珠。[1]:131-161
- 黄檀木观音菩萨像：位于塔刹塔身内。由一整块黄檀木刻成。外罩一个铜罩，铜罩正面阴刻韦驮立像，下面阴刻“大清乾隆癸酉年敬装”。黄檀木长67.5厘米，宽22厘米，厚15.5厘米。上下左右面都有金银绿三色漆绘莲花缠枝图。黄檀木正面嵌彩绘木盖，木盖正面绘哼哈二将。和木盖同一平面的黄檀木，上端有三世佛图案，两侧为八宝图，下端为二龙戏珠。木盖背面竖题墨书：“念彼观音力，能救世间苦。愿以此功德，众生同得渡。”落款“乾隆御笔”。御笔旁有红漆书梵文六字真言。木盖内为佛龛，佛龛上部是16厘米高的内雕观音像，观音像顶的佛龛楣上也有红漆书梵文六字真言，佛龛两侧壁绘菩提树，佛龛下部是个圆形金色木质钵盂，其内套装一个铜质镀金扁圆小盒，盒外插有一把铜锁及钥匙。打开盒盖见分层依次装有绿、红、黄、蓝、藏青五个团龙金线织锦小包袱，自上而下依次包有檀香、木屑、树胶、花形金片、小黄绸包。小黄绸包内有珍珠、碎玉及33颗舍利子。这些舍利子应属肉舍利，曾在三世章嘉的《京西门白塔因缘志》中被提到。[1]:131-161
- 铜三世佛：位于塔刹塔身内。共三尊，通高24.5厘米。分别为迦叶佛、释迦牟尼、弥勒佛，分别置于三个大小相同的楠木透雕龛形须弥山内，须弥山高43厘米。[1]:131-161
- 五佛冠、补花袈裟：位于塔刹塔身内。原装在一个髹漆彩繪木胎圓盒内。五佛冠在盒内上方。补花袈裟在五佛冠之下。[1]:131-161
- 五彩线密封册：位于塔刹塔身内。外罩一个正方形铜罩，阴刻莲花图及“大清乾隆癸酉年敬装”，铜罩正面中央有红漆圆圈。密封册为正方形，边宽29.2厘米，厚4.6厘米，外表用红黄蓝白绿五种彩线规律缠绕，正面有白塔图形，塔身上绣有梵文字母“啊”（表示“佛部心”）。密封册出塔后未开封。经国家航空研究所用光学仪器透视，密封册内是一座小白塔，形制与密封册正面的白塔图形相同，小白塔覆钵部位有个洞，洞内有尊盘膝而坐、双手合十的小金佛。[1]:131-161

以下是部分塔藏文物的图片：

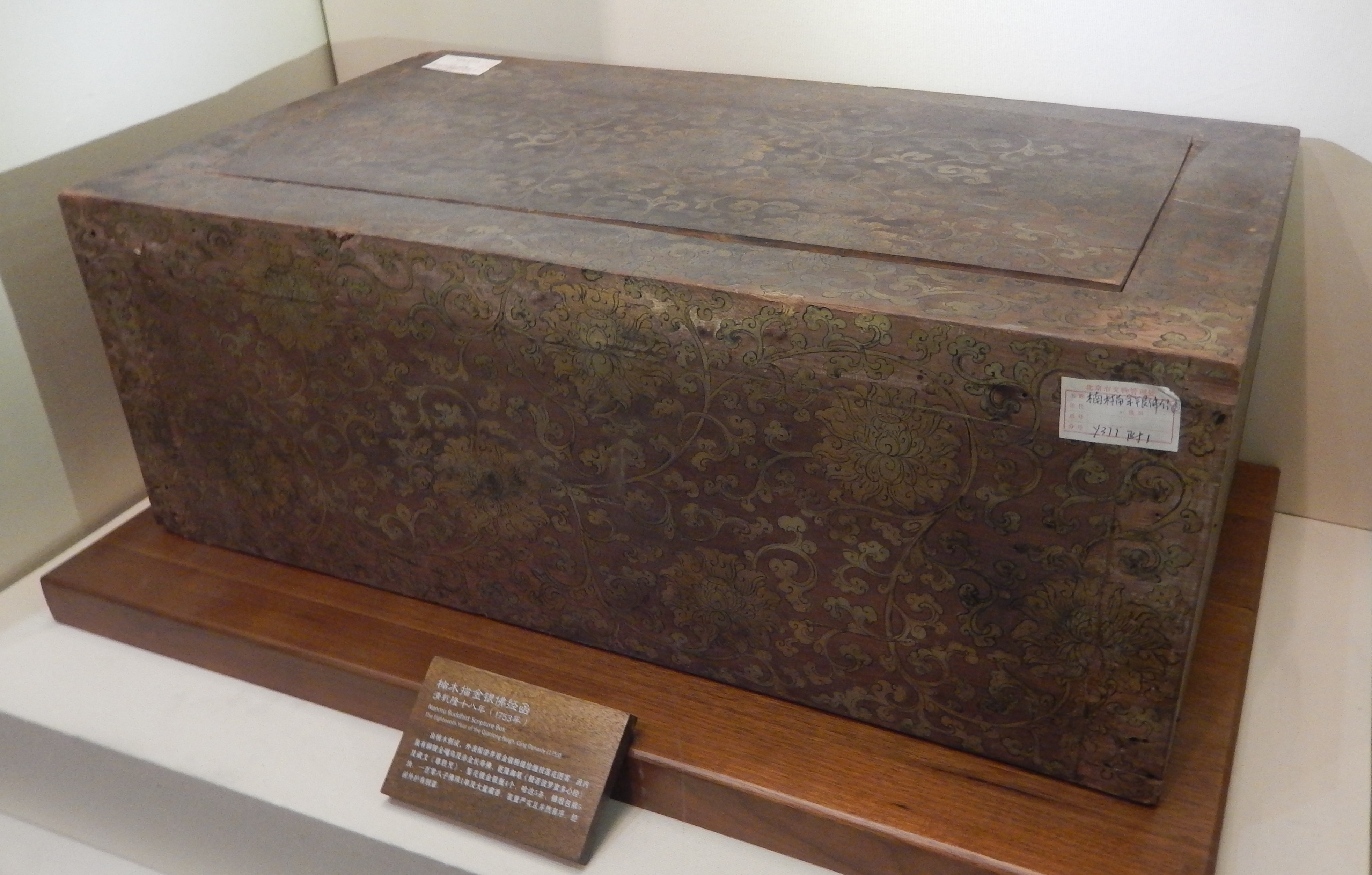
楠木描金銀佛經函。清乾隆十八年（1753年）。
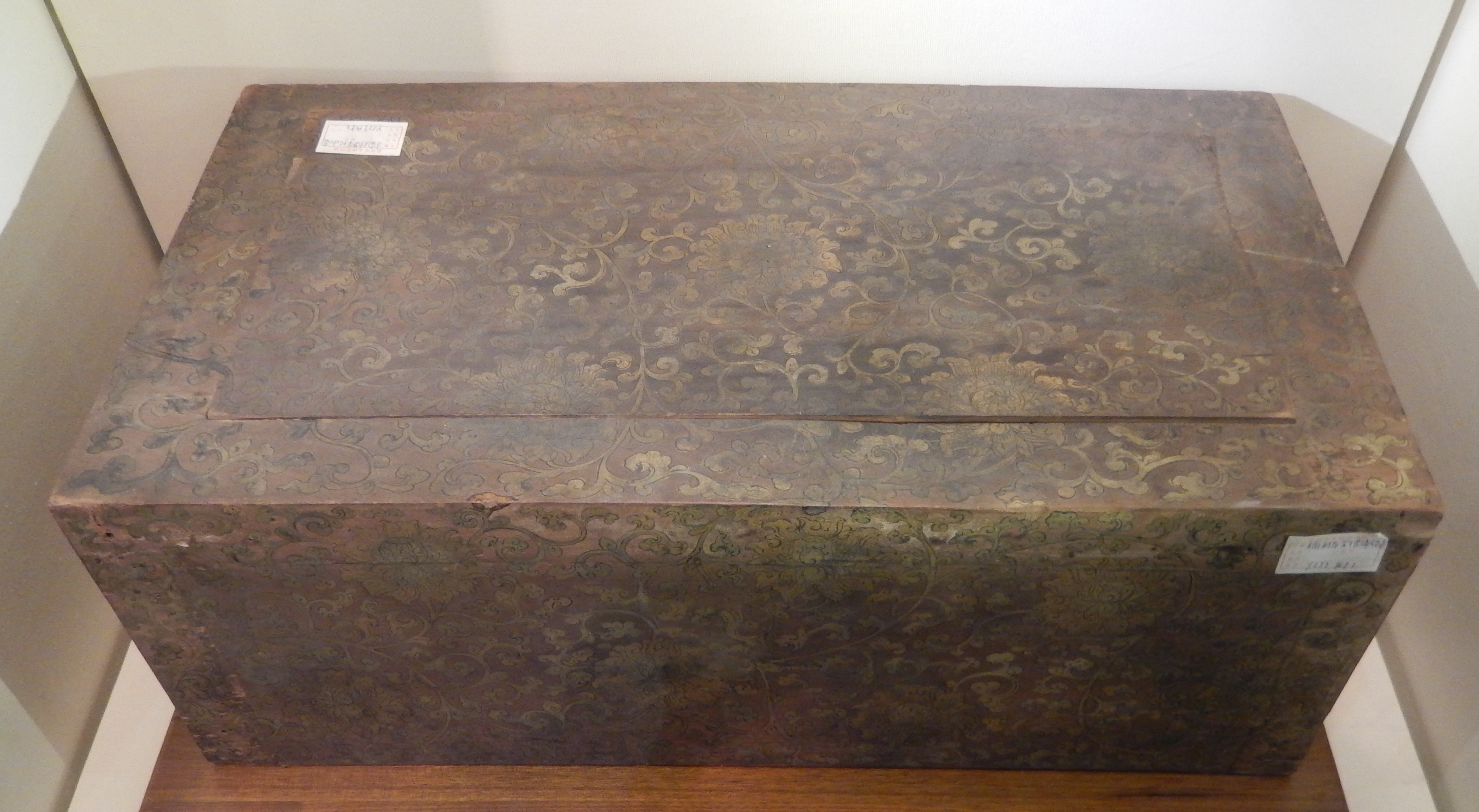
楠木描金銀佛經函。清乾隆十八年（1753年）。
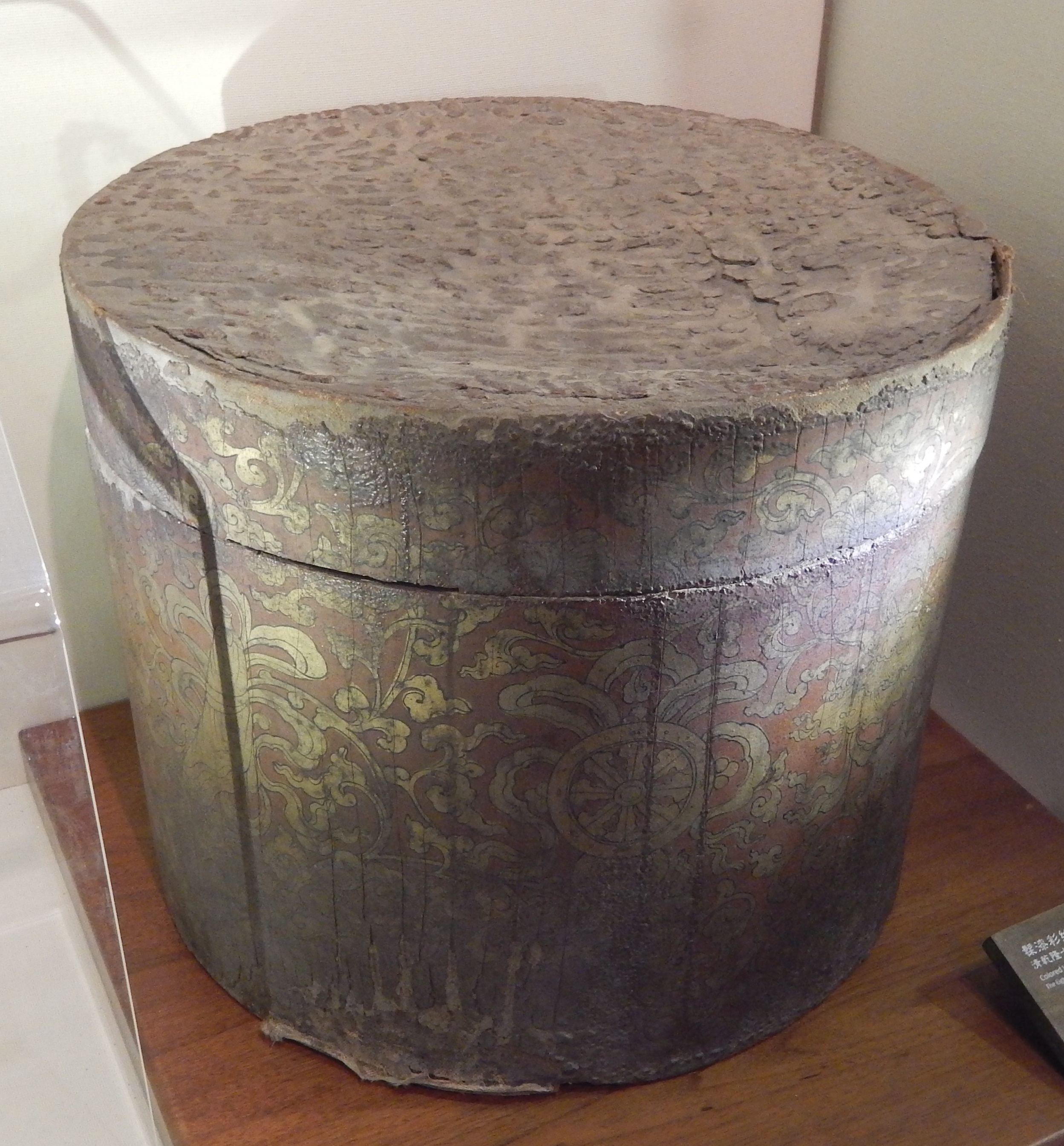
髹漆彩繪木胎圓盒。清乾隆十八年（1753年）。
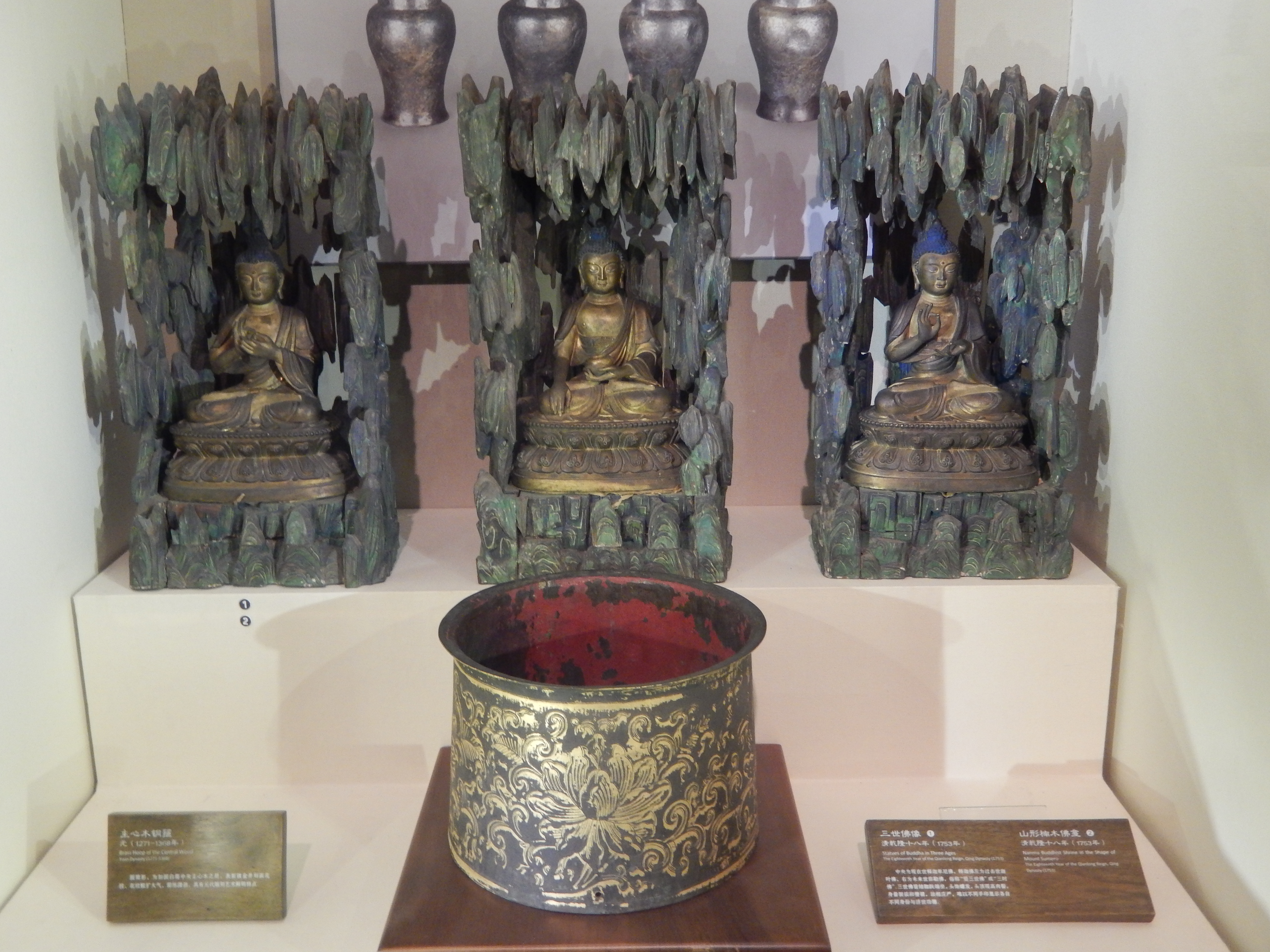
三世佛像和山形楠木像龕。清乾隆十八年（1753年）。
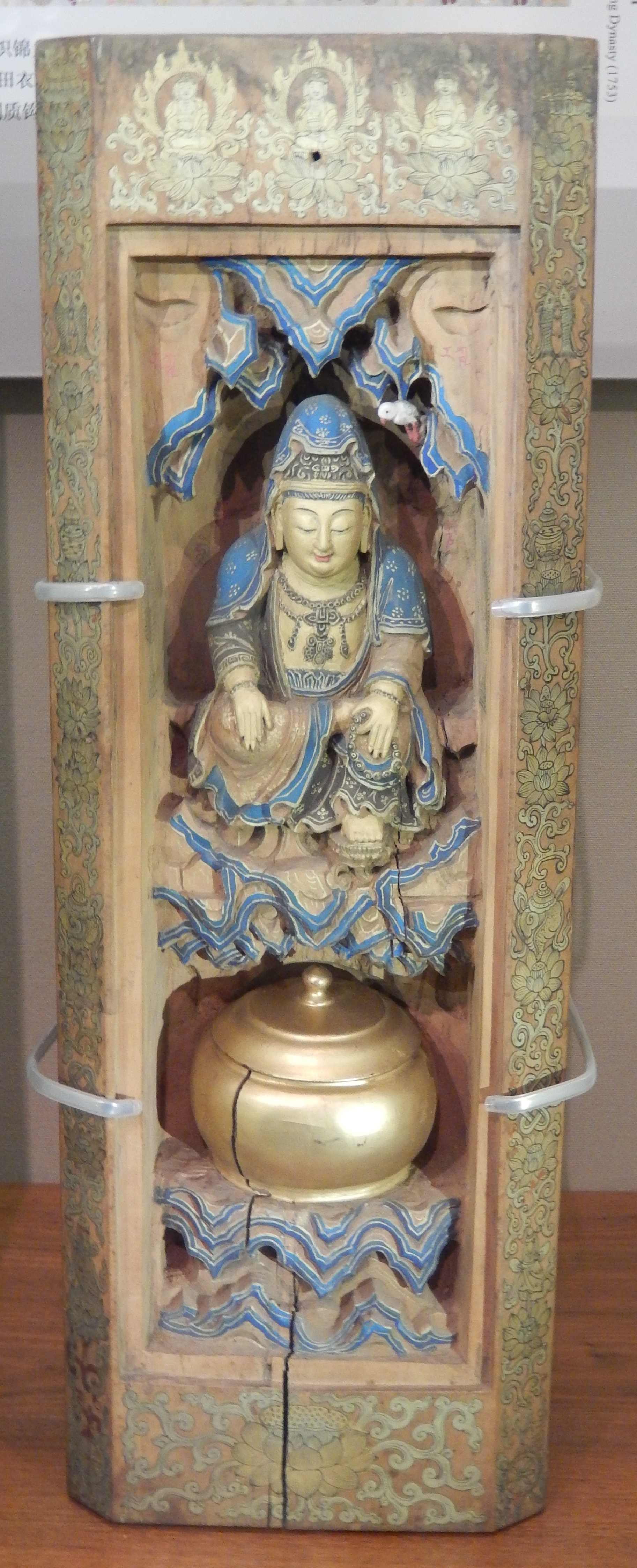
黃檀木觀音菩薩像。清乾隆十八年（1753年）。
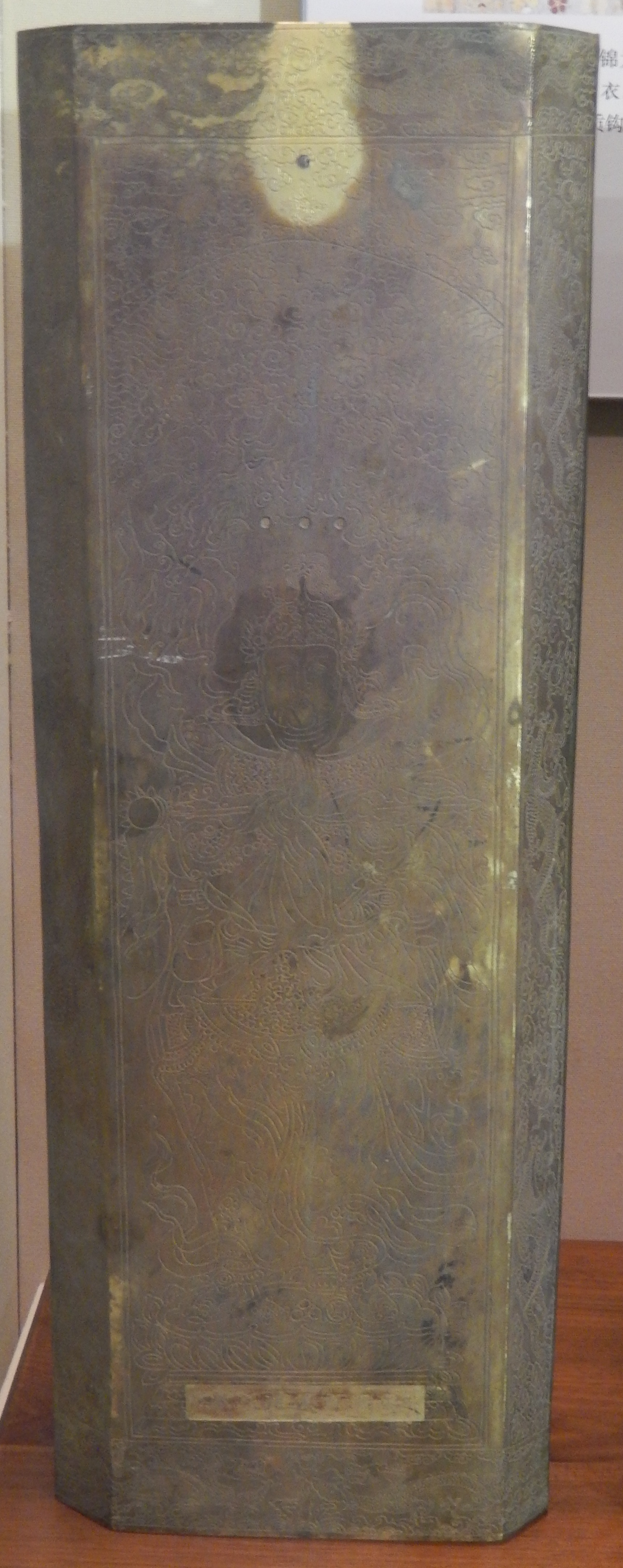
黃檀木觀音菩薩像铜罩。清乾隆十八年（1753年）。
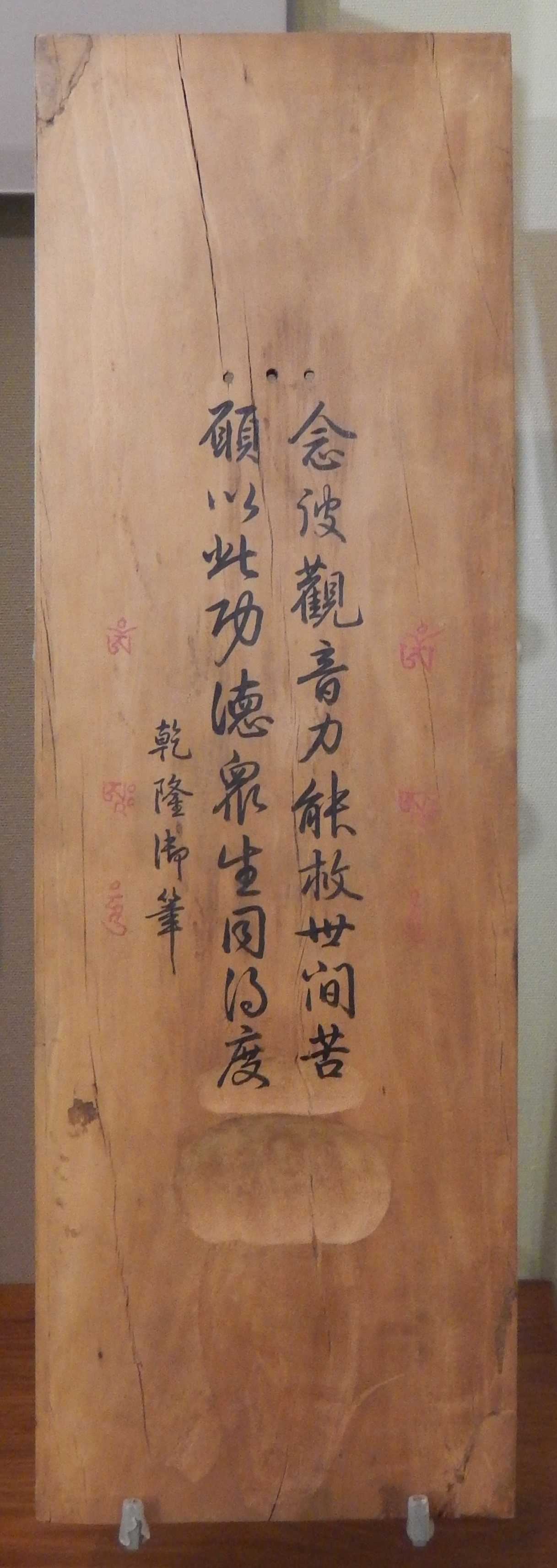
黃檀木觀音菩薩像盖。清乾隆十八年（1753年）。
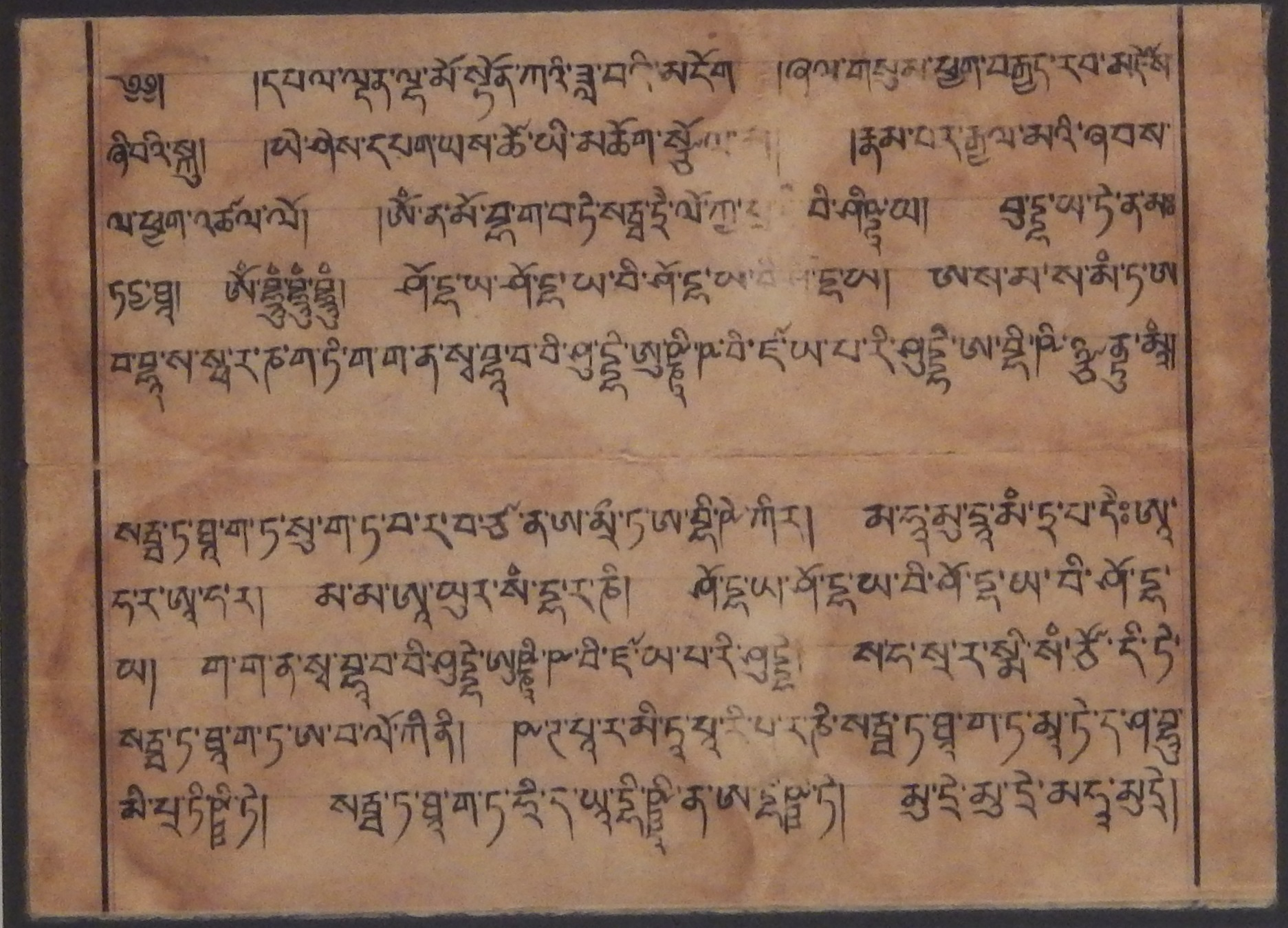
乾隆手书藏文《尊胜咒》